# Messerschmitt Bf 109
Il Messerschmitt Bf 109 fu un aereo da caccia monomotore, monoplano ad ala bassa progettato negli anni trenta dall'ing. Willy Messerschmitt, per conto dell'azienda aeronautica tedesca Bayerische Flugzeugwerke AG e prodotto, oltre che dalla stessa e dalla Messerschmitt AG che gli successe, anche su licenza in alcune sue varianti dalla romena Industria Aeronautică Română (IAR) e dalla spagnola Hispano Aviación che lo commercializzò come Hispano Aviación HA-1109.

## Generalità
Il modello è uno dei più noti caccia tedeschi della seconda guerra mondiale e uno degli aerei da combattimento costruiti nel maggior numero di esemplari nella storia (oltre 33 000 dal 1936 al 1945), prestando servizio tra il 1937 e il 1947. Fino al 1941 fu in pratica l'unico apparecchio da caccia della Luftwaffe, dopodiché venne sempre più affiancato dal Focke-Wulf Fw 190. Originariamente concepito come intercettore, si rivelò adattabile e versatile tanto da essere impiegato in numerosi ruoli: cacciabombardiere, caccia notturno, ricognitore, aereo cacciacarri, ecc. La sua struttura era progettata in modo da adattarsi facilmente a continui aggiornamenti e miglioramenti e l'apparecchio era ancora competitivo nel 1945, a oltre 10 anni dalla sua progettazione in un'epoca di continui progressi aeronautici.
È stato l'aereo dei maggiori assi dell'aviazione mondiale, da Erich Hartmann (il pilota da caccia di maggior successo della storia, con 352 aerei abbattuti) a Hans-Joachim Marseille, accreditato del più alto numero di vittorie aeree (158) sul fronte occidentale di cui 151 in Africa. È stato pilotato anche dai più grandi assi di altre forze aeree, come quella finlandese, ungherese, rumena e croata. Fu anche l'unico tipo di velivolo impiegato dal Jagdgeschwader 52 (JG 52), il reparto aereo più vittorioso della storia dell'aviazione.
Nella bibliografia di settore il modello viene citato anche con la sigla Me 109, prefisso assegnato in seguito alla Messerschmitt dal Reichsluftfahrtministerium (RLM), specie nelle sue ultime varianti. La sigla Bf assegnata dal ministero indicava la ragione sociale dell'azienda originaria responsabile della progettazione, sviluppo e produzione dei primi esemplari, la Bayerische Flugzeugwerke, che nel luglio 1938 venne rinominata Messerschmitt AG. I modelli progettati da allora in poi assunsero la denominazione Me, mentre quelli progettati in precedenza (comprese le varianti, vedi anche il Messerschmitt Bf 110) continuarono ad adottare ufficialmente il prefisso Bf. Anche se il prefisso Me è stato effettivamente utilizzato nella documentazione Luftwaffe per identificare il 109, questo è da ritenersi non ufficiale..

## Storia del progetto
Nei primi mesi del 1934, nell'ambito della ricostituzione della propria aeronautica militare (la Luftwaffe) con velivoli di nuova tecnologia, il Reichsluftfahrtministerium (RLM), il ministero che nella Germania hitleriana sovraintendeva all'intera aviazione, decise di bandire una gara per la fornitura di un nuovo aereo da caccia ad alte prestazioni destinato a superare quelle degli aeromobili europei contemporanei.
Il progetto intendeva oltretutto sostituire gli oramai obsolescenti biplani Arado Ar 68 ed Heinkel He 51. Le specifiche del nuovo modello, in ottemperanza a quanto discusso l'anno prima dal Technisches Amt ("Ufficio Tecnico") dell'RLM, rispondevano alle seguenti caratteristiche: cellula di costruzione interamente metallica con configurazione alare monoplana dotato di carrello d'atterraggio retrattile, equipaggiato con il nuovo motore Junkers Jumo 210 da 12 cilindri a V rovesciata raffreddato a liquido, che fosse capace di raggiungere i 400km/h a 6000m di quota, ed in grado di raggiungere la quota di 6000 m in un tempo di salita di 17 minuti e una tangenza di 10000 m. Inoltre, doveva essere armato con 2 mitragliatrici da 7,92mm alloggiate nel cofano motore e preferibilmente un cannone da 20 mm alloggiato nella V dei cilindri del motore, una soluzione in voga negli anni trenta e adottata anche da modelli francesi. Venne inoltre richiesto, sempre dal RLM, un carico alare non superiore ai 100 kg/m².
Non essendo, per la tecnologia dell'epoca, prestazioni ardue da raggiungere il concorso richiamò l'attenzione delle maggiori aziende aeronautiche tedesche del periodo: la Heinkel, la Arado e appunto la Bayerische Flugzeugwerke. La costruzione dei prototipi, tre per ogni azienda concorrente, doveva concludersi entro la fine del 1934.

### Prototipi e prime versioni
Il Bf 109 venne progettato a partire dal marzo 1934 dall'ingegnere Willy Messerschmitt, titolare e capo progettista dell'omonima azienda di Augusta che all'epoca lavorava per conto della Bayerische Flugzeugwerke, e dal suo collaboratore ing. Robert Lusser. Al progetto venne assegnata la sigla di fabbrica P.1034. Lo studio tecnico della Messerschmitt creò la cellula più piccola possibile nella quale installare il più potente motore disponibile, presentando al Ministero dell'Aria, nel gennaio 1935, un modello cui fu data la designazione ufficiale di Bf 109, preludio alla nascita del prototipo Bf 109 V1 (immatricolato D-IABI) che volò per la prima volta ad Augusta il 28 maggio 1935, ai comandi del pilota collaudatore Hans-Dietrich Knötzsch. Il propulsore scelto era un motore V12 Rolls-Royce Kestrel da 695 hp (518kW), non essendo ancora disponibile lo Junkers Jumo 210. Al suo primo volo, il caccia tedesco era certamente uno dei più avanzati progetti dell'epoca e sicuramente più avanzato dei suoi concorrenti francesi e britannici già in servizio, tenuto conto che i successivi Hawker Hurricane e Supermarine Spitfire compirono il primo volo rispettivamente il 6 novembre del 1935 ed il 5 marzo 1936.
Nel settembre del 1935, dopo quattro mesi di prove, il prototipo V1 (dal tedesco Versuch, "prova") venne consegnato al centro sperimentale (Erprobungsstelle) della Luftwaffe di Rechlin. Nel concorso per il nuovo caccia della Luftwaffe, che intendeva rimpiazzare gli He 51 e Ar 68, il Bf 109 si trovò a competere con altri prototipi dell'Arado (Ar 80), della Focke-Wulf (Fw 159) e dell'Heinkel (He 112). Soltanto quest'ultimo si rivelò un serio avversario nelle prove di volo condotte nell'ottobre 1935. Essi ebbero come risultato un ordine per la produzione di dieci prototipi dell'He 112 e del Bf 109 e, nel dicembre 1935, il V1 fu inviato assieme agli altri prototipi, a Travemünde per ulteriori prove.

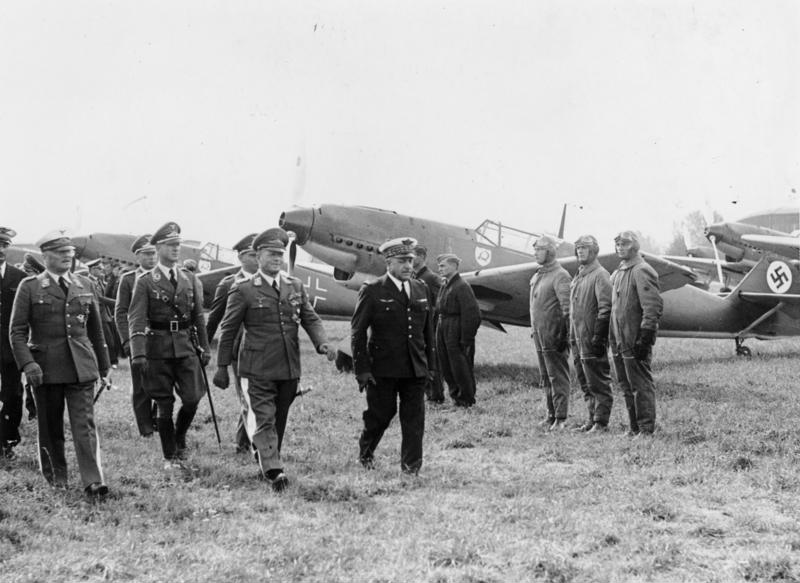
Il Comandante dell'Armée de l'Air francese, generale Vuillemin, passa in rassegna lo stormo da caccia "Richthofen" della Luftwaffe, nell'agosto 1938. È accompagnato dal General-leutnant Hans-Jürgen Stumpff, e dall'ispettore dei reparti caccia General-oberst Erhard Milch. Gli apparecchi sono Bf 109 B, con le insegne nazionali in uso fino al 1939.

Il secondo prototipo V2 fu pronto nell'ottobre 1935, equipaggiato con uno Junkers Jumo 210A da 610CV (455;kW), propulsore per il quale l'aereo era stato disegnato e che era stato nel frattempo consegnato. Dopo un primo volo avvenuto nel gennaio 1936, il V2 arrivò a Travemünde in marzo; nel frattempo, i prototipi Fw 159 e Ar 80 erano già stati scartati. Fino a quel momento, l'He 112 si era rivelato un duro avversario per il prototipo di Messerschmitt, ma con l'arrivo del Bf 109 V2 equipaggiato con il motore Jumo 210, tutto cambiò: il Bf 109 superò il prototipo Heinkel in quasi ogni aspetto, e in particolare in una dimostrazione di agilità e maneggevolezza i piloti collaudatori della Luftwaffe che inizialmente erano diffidenti verso il Bf 109, furono conquistati dalla facilità di comando del velivolo. Nel marzo 1936 giunse notizia che in Inghilterra il Supermarine Spitfire era entrato in produzione: e che possedeva prestazioni superiori a quelle di ogni altro aereo tedesco in servizio. A quel punto il RLM dichiarò vincitore il Bf 109 che, essendo anche molto meno costoso del He 112, era apparso nettamente migliore quanto a prestazioni. A giugno del 1936, il primo prototipo del Bf 109, V1, apparve in pubblico durante le Olimpiadi di Berlino. Entrambi i successivi prototipi (V2 e V3) erano stati predisposti per montare due mitragliatrici MG 17 calibro 7,92 mm, nel cofano motore, camerate per il munizionamento 7,92 × 57 mm Mauser e dotate di dispositivo di sincronizzazione per sparare attraverso il disco dell'elica. Il prototipo V3 volò sempre nel giugno 1936 con questa configurazione e fissò il modello per il primo lotto di preproduzione consegnato verso la fine dell'anno.
"Il 109 era un aereo da sogno, il non plus ultra. Ovviamente tutti volevano volarci il prima possibile" (Günther Rall)

#### Valutazione in Spagna
Un primo lotto di pre-produzione di 22 apparecchi, derivato da ulteriori prototipi del Bf 109 (V3 e V4) ai quali venne data la designazione A-0, fu ordinato dal RLM. Una parte di essi fu poi inviata in Spagna in forza alla Legione Condor, all'inizio del 1937, per essere valutato in azione nel conflitto in corso. Agli aerei "spagnoli" venne data la sigla tattica da 6-1 a 6-16: mantenevano intatte tutte le caratteristiche del progetto originale, motore Jumo 210 C da 600CV, due mitragliatrici MG 17, ed elica bipala in legno a passo fisso, anche se vennero effettuate molte modifiche minori quali le prese d'aria delle mitragliatrici e il posizionamento del radiatore dell'olio. È noto che almeno uno (6-15) atterrò per errore l'11 novembre 1937 dietro le linee Repubblicane e venne spedito poi in Unione Sovietica per essere esaminato.

#### Entrata in servizio
Il primo gruppo di Bf 109B fu consegnato alla Luftwaffe nella primavera del 1937. In seguito apparvero altre varianti: il Bf 109B-1 (primo ad essere prodotto in serie) con motore Jumo 210D da 635CV (474 kW) fu spedito ai piloti dello Jagdgeschwader 2 "Richthofen" (stormo da caccia "Richthofen") che ebbero modo di constatarne la bassa velocità di salita, motivo per cui nel Bf 109B-2, con uno Jumo 210E o 210G, venne installata un'elica metallica Hamilton Standard, prodotta su licenza, a passo variabile al posto di quella in legno.
Nell'estate del 1937, cinque Bf 109B furono inviati a un raduno internazionale a Zurigo. Partecipando ai vari eventi, i Messerschmitt ottennero clamorosi successi, vincendo il Circuito internazionale delle Alpi, una gara a squadre, oltre a gare di velocità e competizioni di picchiata e cabrata. Nessuno dei Bf 109 tuttavia era di serie: due erano equipaggiati con un motore Daimler-Benz DB 600, da 950CV (708 kW) allora in fase di sviluppo, che permetteva prestazioni notevolmente più elevate; uno degli esemplari si distrusse nel corso di un atterraggio forzato, in seguito a problemi al motore, durante il raduno. Fortunatamente non ci furono conseguenze gravi per il pilota, Ernst Udet. L'11 novembre dello stesso anno, il prototipo V13 ai comandi di Hermann Wurster innalzò il record di velocità per aerei operanti da terra, a 610,55 km/h (379,3 mph) usando un motore DB 601 sovrapotenziato a 1650CV (1 230 kW). Una misura delle possibilità di sviluppo del progetto originale si può trovare nel fatto che il Bf 109K-4, l'ultima versione dell'aereo, pur avendo sostanzialmente la stessa cellula del prototipo, adeguatamente rinforzata, montava un motore da 2 000 CV.
Le prime e preziose esperienze della Legione Condor nella guerra civile spagnola misero in chiaro che il Bf 109B non era sufficientemente armato per opporsi validamente agli aerei nemici. Oltre a questo, l'aereo mostrava una pericolosa tendenza a stallare, gli slat si aprivano automaticamente a una velocità troppo bassa e il carrello d'atterraggio era troppo fragile, problema questo che afflisse la macchina per tutta la sua vita operativa. Per rimediare allo scarso armamento negli studi di Augusta si progettarono i prototipi V8 (due MG 17 in più sulle ali) e V9 (due cannoni MG FF sulle ali al posto delle MG 17) che fecero da apripista alla versione Bf 109C, prodotta dal settembre all'ottobre 1937. La sotto-variante C-1 aveva due MG 17 sul muso e altre due nelle ali, mentre la C-2 montava in aggiunta anche una MG 17 sparante attraverso il mozzo dell'elica. Se queste due versioni ebbero successo in Spagna, non si può dire altrettanto per la sotto-variante C-4: le sue quattro MG 17 e il cannoncino da 20mm nel mozzo dell'elica, peraltro sempre afflitto da problemi di surriscaldamento, resero l'aereo troppo pesante e troppo lento.

### L'arrivo dei motori Daimler-Benz

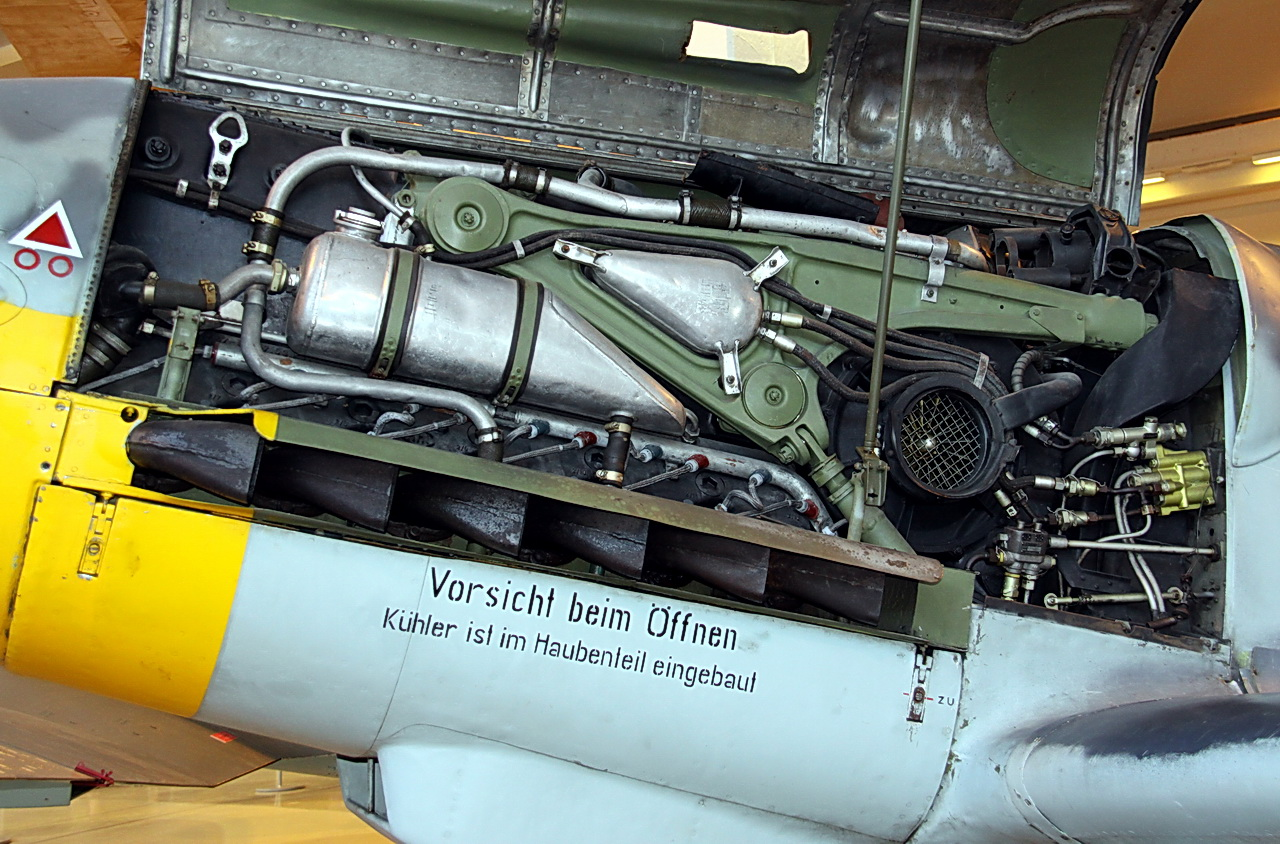
Vano motore di un Bf 109 G-6; si nota appena sotto la cerniera della cappottatura il meccanismo elettrico di sparo della mitragliatrice MG 17 di sinistra. Si noti anche come lo spazio del vano motore sia sfruttato all'estremo, cosa che non rendeva certo agevole il lavoro dei meccanici o degli armieri.

Fu proprio la bassa velocità (nessuno dei Bf 109 era ancora in grado di superare i 480 km/h) a indurre la Messerschmitt a costruire i prototipi V10, V11 e V12, realizzati a partire da un Bf 109B-2, con un motore Daimler-Benz DB 600 da 900CV. Questi esperimenti portarono alla versione di serie Bf 109D-1, detto "Dora", in grado di raggiungere i 520 km/h e dalla quota operativa di circa 9500m. Usciti dalle fabbriche all'inizio del 1938, i Bf 109D-1 erano armati con due MG 17 installate nelle ali e il solito cannone da 20mm nel mozzo dell'elica. Vennero fabbricati in circa trecentocinquanta unità.

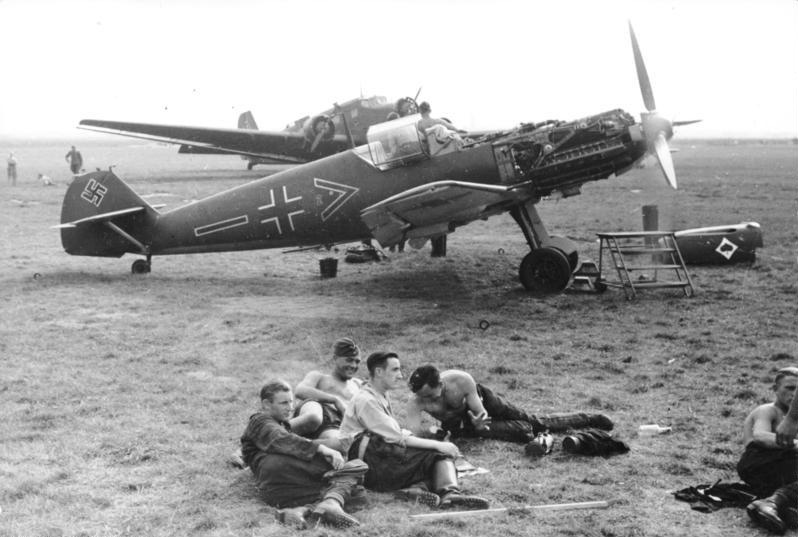
Avieri della Luftwaffe appartenenti allo Jagdgeschwader 53 (53º Stormo Caccia) in pausa durante lavori di manutenzione a un Messerschmitt Bf 109 E, in un aeroporto francese nel 1940. Sullo sfondo si nota un trimotore Junkers Ju 52.

Lo sviluppo dei motori in Germania fu talmente rapido che questa versione venne ben presto tolta dalla prima linea e rimpiazzata con i nuovi Bf 109E, soprannominati "Emil", i cui prototipi V14 e V15 volarono per la prima volta nell'estate 1938. Il V14 aveva due MG FF nelle ali e due MG 17 sul muso, mentre il V15 solamente un MG FF sparante attraverso il mozzo dell'elica, ma la grande novità era il motore Daimler-Benz DB 601A da 1 100 o 1 050 CV. Nel frattempo (luglio 1938), Willy Messerschmitt aveva concluso le pratiche per rilevare la ditta Bayerische Flugzeugwerke, che a partire dall'11 luglio 1938 cambiò quindi ragione sociale in Messerschmitt Flugzeugwerke AG. La versione Bf 109 E-1 fu la prima a essere prodotta in massa in nove fabbriche differenti, con un totale di 1 540 esemplari costruiti entro la fine del 1939. Riguardo all'armamento, si era tornati a due MG 17 nel muso e ad altre due nelle ali. I primi esemplari di pre-produzione furono pronti nel dicembre 1938 e vennero consegnati ai reparti operativi nel febbraio del 1939 per farli testare dai piloti. Circa nello stesso periodo iniziarono a uscire dalle fabbriche i primi Bf 109E-1 di serie, seguiti verso la metà dell'anno dalla sotto-versione (di scarso successo) Bf 109E-1/B, capace di trasportare quattro bombe da 50 kg o una da 250 kg. La produzione del Bf 109E-1 continuò per tutto il 1940, in parallelo alle successive varianti E-3 ed E-4. Per l'inizio della seconda guerra mondiale tutti gli Jagdgeschwader di prima linea erano stati equipaggiati esclusivamente con i Bf 109E, pronti a entrare in azione nella campagna di Polonia e nella "strana guerra" 1939-'40 al confine occidentale.

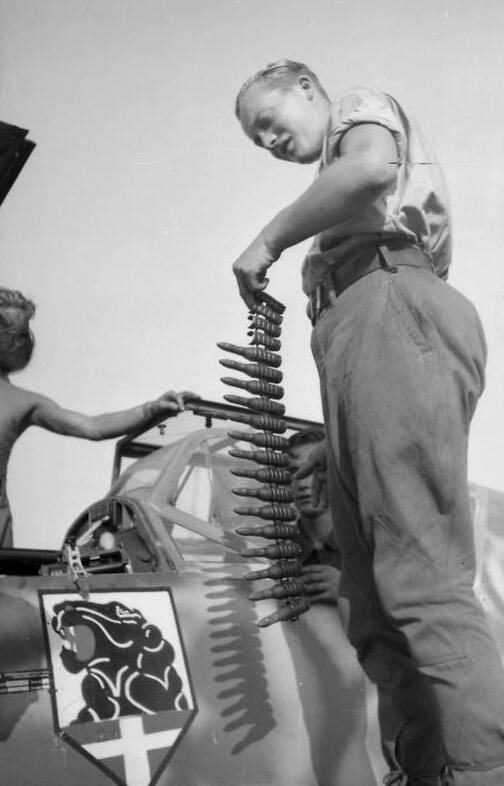
Leningrado, estate 1942 - Un armiere rifornisce di munizioni le mitragliatrici MG 131 da 13mm di un caccia Messerschmitt Bf 109 G appartenente al II Gruppo del celebre Jagdgeschwader 54

Il successivo tipo di Bf 109 a entrare in servizio nella Luftwaffe fu il Bf 109E-3. Aveva due MG 17 sul muso, due nelle ali e un cannoncino MG FF da 20 mm nel mozzo dell'elica, spesso rimosso sul campo direttamente dai meccanici delle unità operative. Giunse ai reparti non prima del 1939 e fu usato fino ai primi mesi del 1940, quando iniziò la produzione dei Bf 109E-4, che però non riuscì a prendere parte alla campagna di Francia, avendo il proprio battesimo del fuoco nella battaglia d'Inghilterra. L'E-4 era armato con due MG 17 sul muso e due MG FF nelle ali, aveva una maggiore blindatura per il pilota e adottava vari piccoli accorgimenti che migliorarono leggermente la visuale del pilota. Nel 1941 gli Jagdgeschwader 27 e 53 ricevettero la sotto-versione E-4/N, che utilizzarono per qualche mese; la novità era il motore Daimler-Benz DB601N, con nuovi iniettori e sovralimentato tramite compressore volumetrico.
Vennero anche realizzate delle varianti cacciabombardieri: per il Bf109E-1 ci fu la variante Bf 109E-1/B,
e per il Bf 109E-4 la corrispondente variante Bf 109E-4/B, ambediue predisposte per trasportare 2 o 4 bombe SZ50 da 50Kg.
Nell'agosto 1940 entrò in servizio il Bf 109E-2, poco usato, e poco dopo il Bf 109E-7, dall'armamento identico a quello degli E-4 ma con la predisposizione per trasportare una bomba da 500 kg o un serbatoio supplementare da 300 litri; volò nella Battaglia d'Inghilterra e, con il III gruppo del Jagdgeschwader 77 (III/JG 77), nei Balcani e a Malta. Una variante minore in grado di trasportare sia il serbatoio supplementare sia due o quattro bombe da 50 kg venne impiegata dall'Erprobungsgruppe 210, un reparto sperimentale, nella battaglia d'Inghilterra. Furono inoltre costruite le sotto-varianti E-7/U2, da attacco al suolo impiegata in Africa, ed E-7/Z, con un sistema che permetteva di iniettare ossido di diazoto nel compressore volumetrico per aumentare le prestazioni del motore. Le ultime tre varianti dell' "Emil" furono la E-5, E-6 (che a quanto pare non entrò mai in azione), E-8 ed E-9. Sia la E-5 che la E-6 erano state pensate per la ricognizione, infatti avevano una macchina fotografica posizionata dietro il seggiolino del pilota e non avevano l'armamento alare, mentre differivano unicamente per il motore, che era un DB 601A nel primo caso e un DB 601N nel secondo; il Bf 109E-8 adottava tutte le modifiche precedentemente introdotte e montava un motore DB 601E da 1 200 CV, lo stesso usato nei Bf 109E-9.
Da un Bf 109E-3 fu sviluppata nel 1940 una speciale versione navale denominata Bf 109T "Träger" ("portaerei"), progettata per l'utilizzo a bordo della portaerei Graf Zeppelin. Le ali, più lunghe, erano ripiegabili ed era presente un gancio di coda per l'appontaggio. Quando il progetto della portaerei fu abbandonato erano già stati costruiti circa cinquanta Bf 109T, che furono perciò tutti assegnati, sprovvisti del gancio di coda, al I/JG 77.

## Tecnica
Questo aereo era di per sé estremamente semplice: monoplano, monomotore, monoposto, carrello retrattile a carreggiata stretta, piani di coda convenzionali e dotati fino al modello E di montanti di sostegno, mentre il ruotino posteriore era fisso e divenne retrattile solo nei modelli F e K.

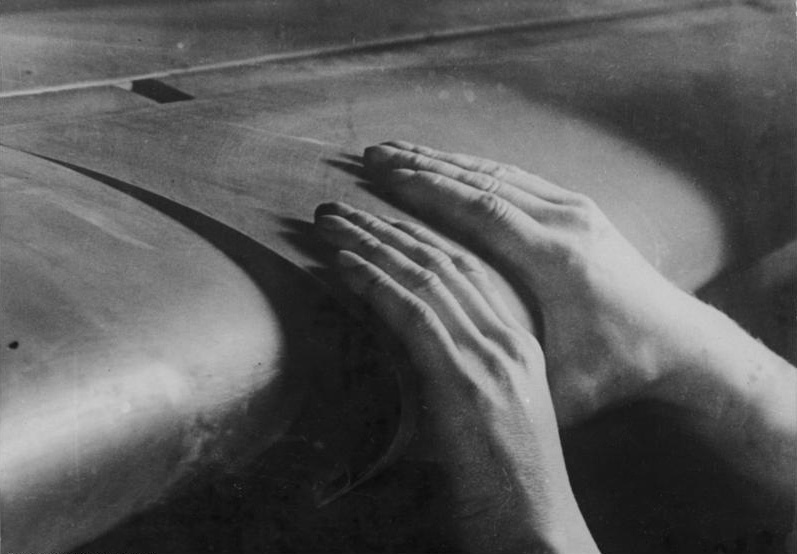
Gli ipersostentatori del bordo d'attacco (slat) del Me 109 erano a rientro automatico, una novità per quei tempi in un aereo militare e determinanti per le ottime caratteristiche di volo dell'apparecchio.

### Struttura
Era progettato per essere facile da costruire e riparare, molto robusto, immune da vizi di pilotaggio quali instabilità o autorotazione, e nel modello E, necessitava di sole 4500 ore di lavoro per essere costruito, mentre nel modello G salivano a 6800. Questi tempi non tengono conto delle parti come il motore, costruite fuori della ditta. La progettazione della macchina era tecnicamente molto avanzata per l'epoca (1934) e si ispirava al concetto di una cellula di base la più leggera possibile e in grado di supportare il maggior carico possibile; attorno ad essa era stato sviluppato il telaio autoportante dell'apparecchio, in modo che le sollecitazioni e i carichi torsionali del velivolo venissero concentrati nella cellula e assorbiti dal resto della struttura dell'apparecchio. Un esempio sono i montanti della cellula (due forcelle allungate a Y in elektron, materiale allora modernissimo) che incorporano sia i supporti del motore, sia i punti d'attacco del carrello ed i relativi meccanismi: l'ala infatti fungeva solo da "alloggiamento" del carrello e come la fusoliera era libera di sopportare i carichi torsionali e le portanze durante il volo. Un notevole vantaggio in termini di semplicità ed efficienza, in un'epoca in cui gli aerei venivano solitamente progettati con diversi punti di carico collocati in vari punti delle ali e della fusoliera. Un altro vantaggio di questo schema era che il carrello, imperniato sulla fusoliera ed esteso a 85° quando aperto, permetteva di lavorare sulle ali e anche di sostituirle integralmente senza supporti, poiché l'apparecchio poggiava solidamente a terra. Questo offriva anche la capacità di raccordare l'ala alla cellula principale della fusoliera in modo molto robusto perché il carico alare veniva retto per la maggior parte proprio dalla cellula.
Lo svantaggio, invece, era che la carreggiata del carrello era molto stretta e l'aereo diventava piuttosto instabile e sbandava vistosamente al decollo ed all'atterraggio, a causa del potente spostamento d'aria dell'elica che il timone di coda non riusciva del tutto a compensare. Questo era particolarmente evidente nelle prime versioni con elica a passo fisso, e il problema si ripresentò quando l'elica, benché a passo variabile, divenne tripala, in modo da "arrampicarsi" più velocemente (e soprattutto quando i motori divennero più potenti). Fu uno dei seri difetti del Me 109 mai del tutto risolto e che causò molti incidenti nei decolli e negli atterraggi con perdita di molti piloti. I piloti esperti commentavano che con un po' di esperienza lo sbandamento di coda si controllava abbastanza facilmente, ma se la pista non era integra (cosa comune al fronte), in fase di decollo e in accelerata l'aereo a volte sbandava di coda e rollava decisamente verso destra: se non si era pronti a compensare, o a ridurre la velocità, il Me 109 poteva capovolgersi a destra con le immaginabili conseguenze. Tale fenomeno può verificarsi su ogni apparecchio, ma nel Me 109 era più frequente proprio a causa della sua architettura: ben 1500 aerei andarono perduti in incidenti di decollo e atterraggio, nel periodo dal 1939 al 1941. Si tentò nelle successive versioni F e G, di allargare leggermente il carrello e di adottare pneumatici più larghi, ma l'unico rimedio efficace (a partire dalla versione Me 109G - Gustav) fu un raffinato sistema di controllo automatico del passo dell'elica (una sorta di "cambio automatico") in cui il pilota poteva anche intervenire manualmente e che permetteva di minimizzare il problema, oltre a conferire un'ottima accelerazione in volo.

### Le ali: innovazioni tecniche
Un'importante innovazione di Willy Messerschmitt furono gli accorgimenti aerodinamici dell'ala, progettata per l'alta velocità ma anche per la manovrabilità e la sicurezza di stallo, tutte doti indispensabili per un caccia. L'ala del Me 109 era a profilo stretto, ideale per la velocità ma con una bassa portanza che l'avrebbe resa instabile alle basse velocità e nelle manovre acrobatiche. Messerschmitt risolse brillantemente il problema dotando l'ala di ipersostentatori automatici sul bordo d'attacco dell'ala, che si estendevano quando la velocità dell'aereo lo consentiva, rientrando quando invece aumentava e che miglioravano di molto la portanza. Inoltre, i flap dell'aereo erano di tipo spin, cioè sporgenti dal bordo d'uscita dell'ala senza modificarne il profilo ed erano anche piuttosto ampi. Il controllo orizzontale dell'aereo, fondamentale nelle manovre di agilità, ne risultò notevolmente migliorato senza ricorrere ad ali con superficie maggiore che avrebbero causato problemi alle alte velocità. Queste soluzioni erano fra le più avanzate dell'epoca, per un aereo militare.
L'ala del Me 109 aveva inoltre una trave portante singola, anziché doppia (bordo d'attacco-bordo d'uscita) come la maggior parte degli altri apparecchi coevi, con un profilo a D molto più efficiente dal punto di vista torsionale. Il profilo alare era di tipo NACA 2R1 14.2 alla radice e 2R1 11.35 all'estremità, che nelle prime serie erano "tronche" conferendo al Me 109 un profilo caratteristico: a partire dalla serie F divennero arrotondate, più convenzionali e migliorarono l'agilità dell'apparecchio. Lo svantaggio di questa impostazione era che il Me 109 aveva serie difficoltà a installare cannoni nelle ali, per via della struttura che non consentiva interruzioni; i tentativi fatti dai progettisti non furono mai soddisfacenti e l'unica soluzione furono i pod subalari con gli MG151/20, dotazione frequente dalla serie G in poi.
Il tettuccio era blindato e totalmente raccordato con la fusoliera e, con i suoi montanti, non consentiva una visibilità del tutto accettabile, specie all'indietro. Il Bf 109 non ebbe mai uno specchietto retrovisore come invece avevano i caccia angloamericani per i quali era consuetudine, talvolta persino in quelli col tettuccio a goccia. Inoltre, il sistema di apertura laterale del tettuccio, incernierato sul lato destro, rendeva complicato l'abbandono dell'aereo in caso di emergenza, un serio difetto che indubbiamente costò la vita a molti piloti. Il corto ruotino di coda rendeva l'aereo "poggiato" sulla coda, cosa che non facilitava affatto la visione del pilota in fase di decollo.

### Motori

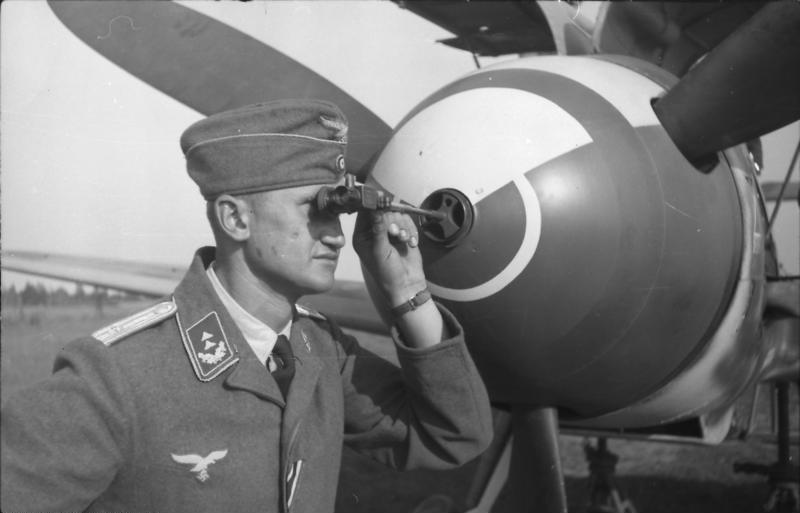
Unione Sovietica, agosto 1941: al tempo dell'Operazione Barbarossa il Bf 109 era indiscutibilmente superiore a tutti i caccia sovietici e dominava i cieli della Russia. Qui un ufficiale dei servizi tecnici della Luftwaffe controlla l'allineamento della volata del cannone MG FF da 20mm sparante attraverso il mozzo dell'elica di un Bf 109 F.

Il motore DB 601 nel 1939 era uno dei motori aeronautici più performanti disponibili in Germania, e aveva un sistema a iniezione con pompa meccanica che manteneva costante il flusso di carburante anche in caso di picchiata o di volo rovesciato (es. looping), permettendo ai piloti tedeschi di interrompere il combattimento a piacere e di lanciarsi in picchiata più velocemente degli aerei con motori tradizionali a carburatore, un vantaggio significativo rispetto al motore inglese Rolls-Royce Merlin dello Spitfire per il quale simili manovre andavano fatte con molta cautela per non causare riflusso di carburante e lo spegnimento del motore. Il propulsore della Daimler era progettato fin dall'inizio per facilità di manutenzione anche in aeroporti al fronte, e anche il cofano motore era composto di pannelli facilmente smontabili e di rapido accesso. Il motore era compatto e molto raccolto e la manutenzione ordinaria era complessa, invece sostituire un propulsore era piuttosto rapido e semplice. I progettisti avevano previsto il montaggio di un cannone o una mitragliatrice tra le bancate a V della serie DB 600; inizialmente però mancarono armi abbastanza affidabili, a causa dei problemi di surriscaldamento generati dal motore.

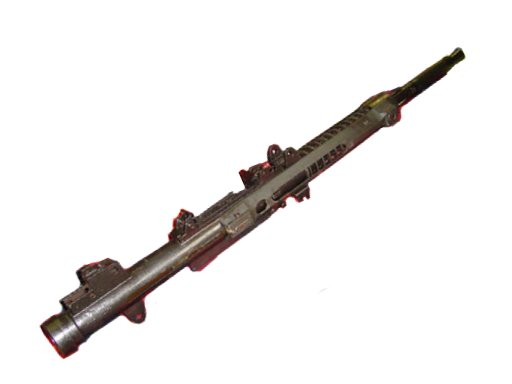
Il cannone MG FF fu montato nelle serie E ed F (primi modelli) del Me 109. Non diede gran prova di sé: le sue prestazioni balistiche erano deludenti e aveva una bassa celerità di tiro che non lo rendeva molto idoneo a colpire obiettivi veloci e sfuggenti come i caccia avversari. Venne sostituito non appena disponibili armi più moderne.

Il serbatoio si trovava alle spalle del pilota, con la capacità di 400 litri circa. Vi si accedeva mediante un largo pannello sotto la sezione centrale dell'ala (sotto l'abitacolo) e altri pannelli più piccoli consentivano facile accesso all'impianto elettrico e di raffreddamento, che sulla serie F (ultime varianti), G e K venne radicalmente modificato per adattarsi ai propulsori sempre più potenti: anziché un singolo radiatore ne vennero installati due, più larghi, sotto ciascuna ala con un doppio circuito di raffreddamento che non solo era più efficiente ma anche più sicuro perché in caso di danni a uno dei due radiatori, il pilota poteva chiudere il circuito e continuare a volare con l'altro. Secondo il manuale tecnico dell'aereo, in caso di guasto a entrambi i circuiti era possibile volare per 5 minuti senza danneggiare il motore. Serbatoio carburante, seggiolino del pilota e motore erano protetti da una corazzatura.

### Armamento
(nel dettaglio: vedi Varianti)
Riflettendo il concetto di Willy Messerschmitt di un'ala sottile, a stretto profilo, disegnata per la velocità era logico che il progetto originale prevedesse l'armamento concentrato nel muso. Le due mitragliatrici Rheinmetall-Borsig MG 17 da 7,92 millimetri erano l'armamento di base, caricate ognuna con 500 colpi nella versione "D" e con 1000 colpi nella "E" ed alloggiate nel cofano, sopra il motore, sincronizzate per sparare attraverso il disco dell'elica. Fin dall'inizio era previsto che un cannone da 20 mm sarebbe stato alloggiato nella V dei cilindri del motore, sparante attraverso il mozzo dell'elica: una soluzione nota in Germania come Motorkanone e che riprendeva un concetto già adottato in Francia (Dewoitine D.520) e negli Stati Uniti d'America (P-39 Airacobra) ma l'unica arma disponibile in Germania all'epoca, il cannone MG FF presentò problemi di affidabilità dovuti al calore del motore che vennero risolti solo successivamente, perciò le prime serie del Me 109 ebbero solo due MG 17 come armamento standard. 

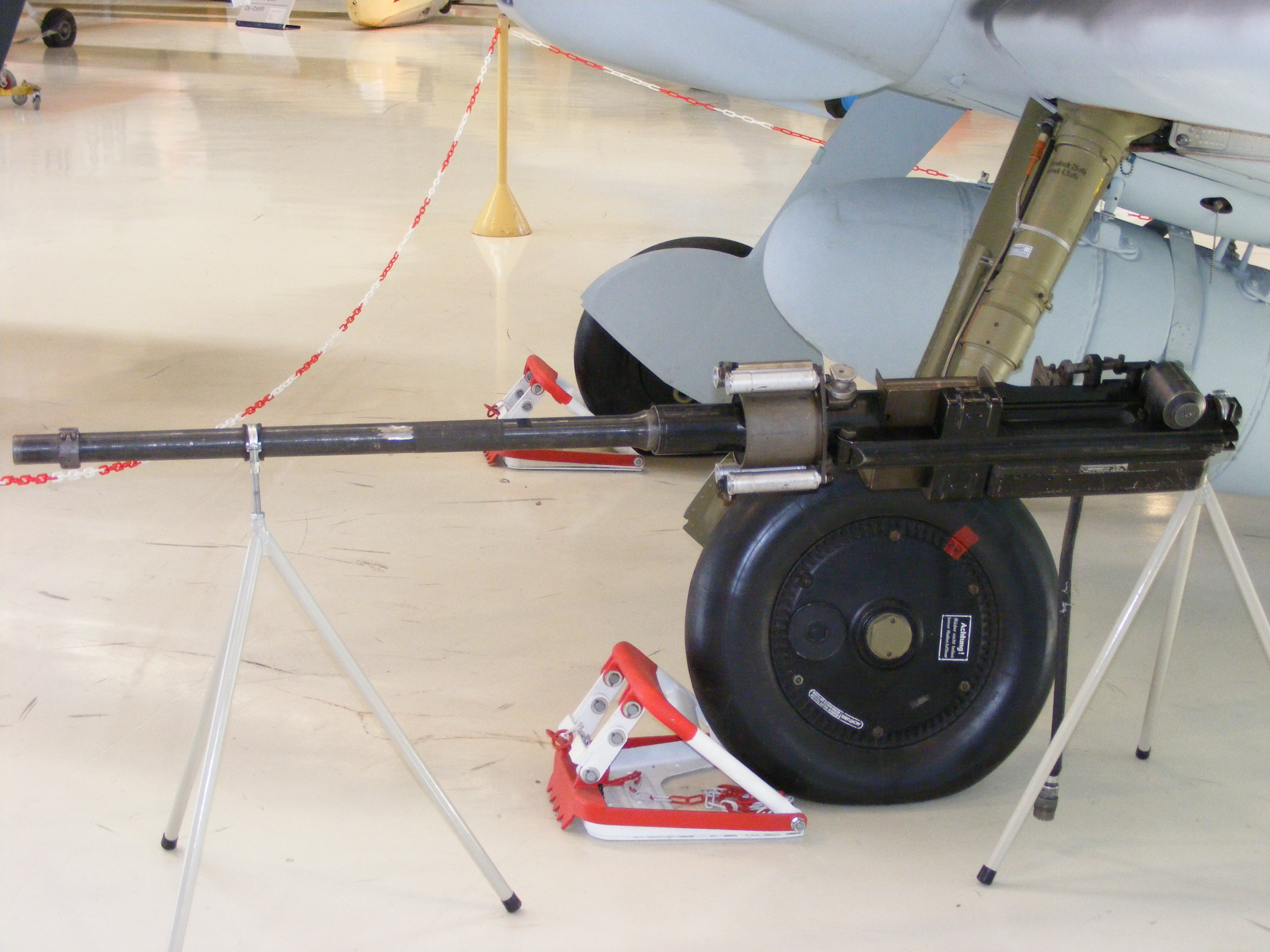
Il cannone aeronautico MG 151 della Rheinmetall-Borsig era un'arma moderna ed efficace che venne impiegata a partire dall' Me 109 F-2. Con una celerità di tiro doppia rispetto al MG FF e una migliore balistica, venne estesamente usato sia in calibro 15mm sia in 20mm.

Nel 1937, sulla base delle esperienze fatte nella guerra civile spagnola, ci si accorse che l'armamento era troppo leggero e poiché nelle ali vi era solamente un punto (tra gli alloggiamenti delle ruote e gli ipersostentatori) per il montaggio di un'arma, a partire dalla versione C-1 vennero installate altre 2 MG 17 in ciascuna ala. Poiché non era possibile modificare l'ala per montare cassette di munizioni, le mitragliatrici alari vennero alimentate con un lungo nastro da 500 colpi che, inserito dalle estremità alari, scorreva su dei rulli fino alla radice dell'ala e poi indietro fino alla mitragliatrice, la cui canna era avvolta da un tubo di metallo che durante il volo incanalava aria e raffreddava l'arma. L'esperienza operativa fatta nel 1939 suggerì la necessità di installare un cannone da 20 mm nel motore: a partire dal Me 109 E-2, un MG FF opportunamente isolato dal calore e con un caricatore a tamburo da 60 colpi, venne installato nella V dei cilindri del motore DB 601 e aumentò molto la potenza di fuoco dell'apparecchio. Nella serie E-3 e successive, il cannone MG FF nel motore scomparve e venne sostituito da due armi simili nelle ali al posto delle MG 17. I cannoni MG FF da 20 mm, ben più grandi, dovettero essere montati più arretrati verso il bordo d'uscita dell'ala e sia la culatta dell'arma sia il caricatore a tamburo da 60 colpi richiesero appositi pannelli a "bolla" sotto le ali. Nelle successive versioni F e G si passò a varie combinazioni, mentre si tornò a montare il cannone nel muso non appena disponibili armi più moderne ed efficaci del lento MG FF che non aveva mai dato gran prova di sé: i MG151 e MG151/20 vennero estesamente montati su tutte le versioni F, G e H e la serie K, sia nel mozzo dell'elica che in pod subalari; si eliminarono le ormai inadeguate MG 17 nell'installazione del cofano motore montando al loro posto (versione G-6 e successive) due MG131 da 13 mm, più efficaci contro i caccia avversari. Un cannone Rheinmetall MK108 da 30 mm fu poi adottato da alcune versioni della serie G e della serie K. Un contatore munizioni e un collimatore a riflessione ReVi (Reflex-Visier) erano dotazione standard.

## Impiego operativo

### Germania

#### Guerra civile spagnola

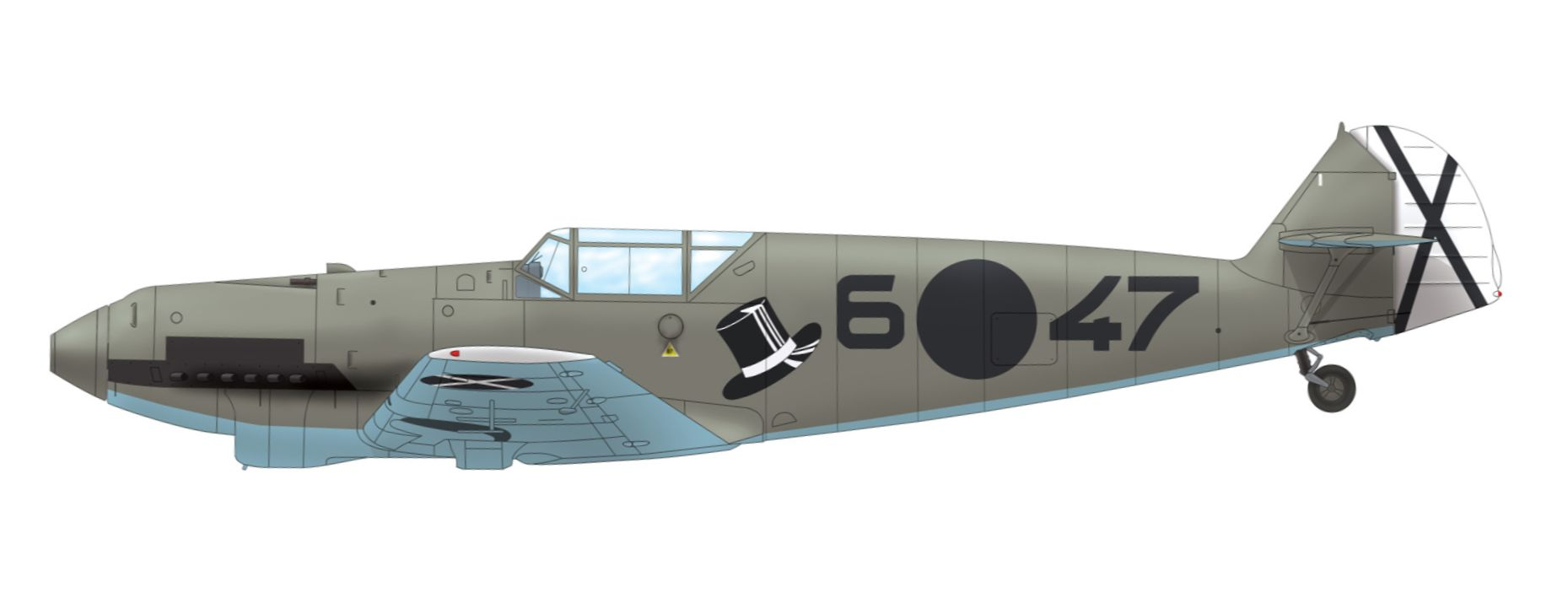
Spagna 1938: un Bf 109 C-1 in servizio nella Legione Condor

I primi Bf 109B-1 iniziarono ad essere consegnati all'unità d'élite della Luftwaffe, lo JG 132 "Richthofen", all'inizio del 1937 e, come altri diversi modelli di aerei tedeschi, fu inviato in Spagna, dove era in corso la guerra civile, alla Legione Condor per rimpiazzare i biplani Heinkel He 51. I velivoli Messerschmitt si dimostrarono molto efficaci, ma il ministero tedesco della propaganda non volle pubblicizzare il coinvolgimento della Luftwaffe nel conflitto. I primi diciotto B-1 e sei B-2 andarono alla 1ª e 2ª squadriglia del Jagdgruppe 88 (88º gruppo caccia) che li utilizzò per affrontare i Polikarpov I-15 e I-16 repubblicani. Nel maggio 1938 arrivarono alla 2ª squadriglia due Bf 109C-1 e, verso la metà di agosto, questo aereo aveva equipaggiato l'intera 3ª squadriglia. Tra i piloti che più si distinsero ai comandi del Bf 109 si ricordano Werner Mölders (14 vittorie), Reinhard Seiler (9), Walter Oesau (8), Herbert Ihlefeld (7), e Günther Lützow (5).
I Bf 109E-1 arrivarono al fronte spagnolo nel marzo 1939, troppo tardi per incidere significativamente nel conflitto. Un esemplare di questo tipo, matricola (W.Nr.) 790, venne lasciato ai franchisti e venne poi acquistato nel 1960 dal Deutsches Museum, che lo mise in mostra con le insegne del Jagdgeschwader 26.

#### Seconda guerra mondiale

##### Campagna di Polonia e strana guerra

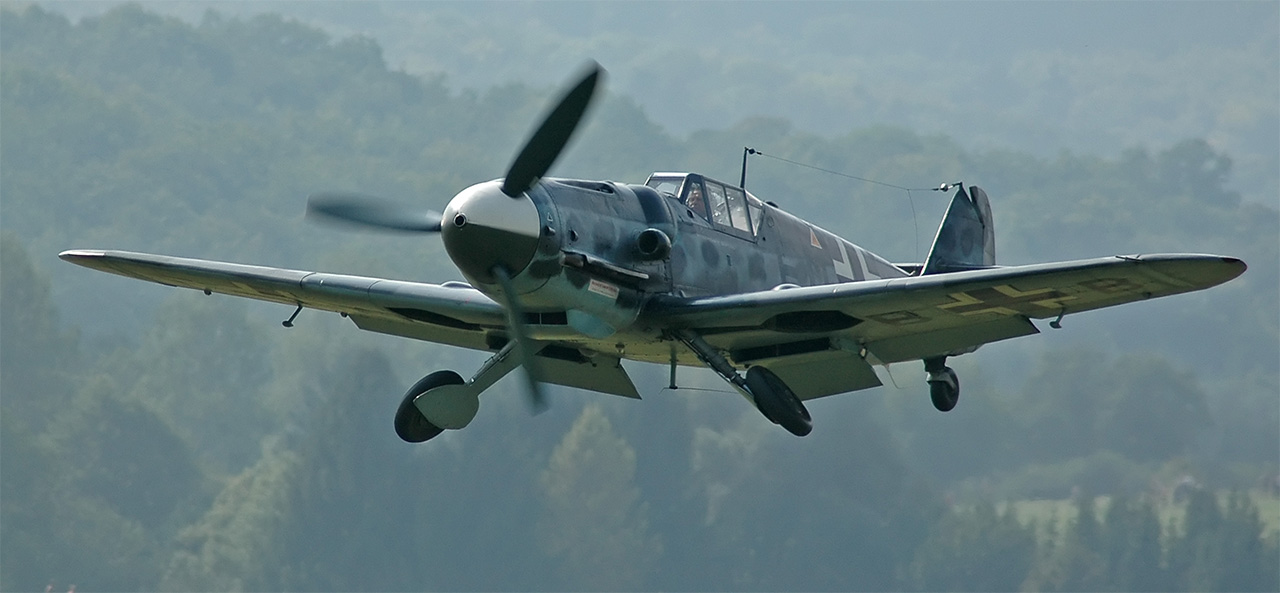
Un Bf 109 G-6

Allo scoppio della seconda guerra mondiale, il primo settembre 1939 con l'attacco alla Polonia, la Luftwaffe aveva in linea più di mille Bf 109 (850 tra E-1 ed E-1/B e 230 D-1) in grado di servire attivamente. Con il loro vantaggio di 160 km/h sui PZL polacchi, i piloti dei caccia Messerschmitt potevano entrare o uscire dal combattimento a loro piacere. Dopo pochissimi giorni dallo scoppio delle ostilità i combattimenti tra caccia in pratica cessarono e i 109 si dedicarono all'attacco al suolo, mitragliando le colonne polacche in ritirata. Un piccolo gruppo di Bf 109E venne anche utilizzato per missioni di ricognizione con il Lehrgeschwader 1.
L'impiego dei Bf 109D-1 in prima linea fu breve e motivato dal rapido arrivo della successiva versione E ("Emil"). Utilizzato fino allo scoppio delle ostilità solo da un Jagdgruppe in Germania nel 1938, in Polonia venne destinato nei Zerstörergeschwader (stormi di Zerstörer). Continuò a trovare impiego nelle scuole di volo e nelle squadriglie comando (Stabstaffel) delle unità operative fino a non oltre il 1941.

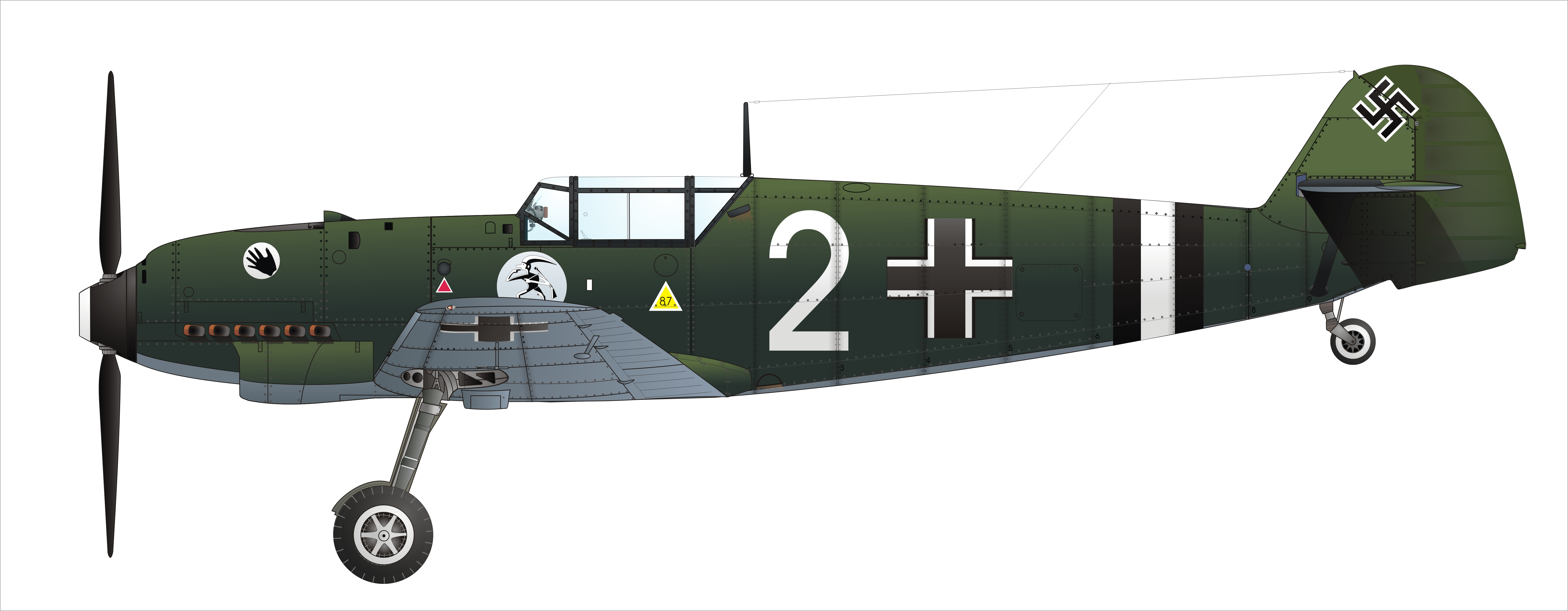
Messerschmitt Bf109 D-1 nella livrea usata nella campagna di Polonia, settembre 1939. Nelle serie D "Dora" ed E "Emil", il 109 presentava il ruotino di coda fisso, i travetti di controventatura dei piani di coda e il tipico rivestimento a ogiva del mozzo dell'elica a "scalino". L'armamento era di 4 mitragliatrici MG 17 da 7,92 mm e si rivelò insufficiente.

Più che in Polonia i piloti dei Bf 109 poterono fare esperienza al fronte occidentale, dove era in corso la cosiddetta "strana guerra" contro gli aerei della Royal Air Force (RAF) britannica e dell'Armée de l'air francese. In particolare, nel nord della Germania fu molto attivo contro i bombardieri britannici lo Jagdgeschwader 77.
Apparteneva proprio a questa unità il sergente Alfred Held, il primo pilota della Luftwaffe ad abbattere un aereo della RAF nella seconda guerra mondiale. Il 4 settembre, una formazione di bombardieri Vickers Wellington del Bomber Command diretti ad attaccare navi da guerra, ormeggiate al largo di Wilhelmshaven, fu intercettata dal II./JG 77. Held attaccò un Wellington del No. 9 Squadron, che stava cercando di infilarsi in una nuvola e, nonostante il mitragliere di coda avesse aperto il fuoco su di lui, riuscì ad incendiare il bimotore e farlo precipitare.

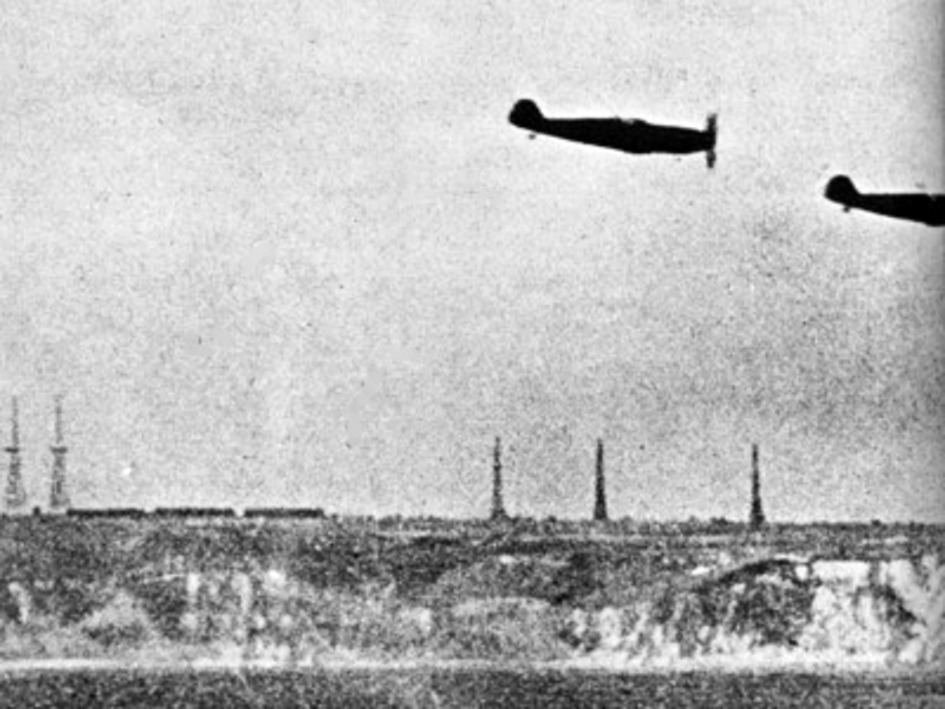
Una "Rotte" (coppia) di Bf 109 E sorvola le stazioni radar di avvistamento britanniche sulle scogliere di Dover, durante un raid nell'estate del 1940. La RAF contava su un'estesa, moderna ed efficiente rete di radar e di stazioni di avvistamento ottico, insieme a un servizio di allarme aereo capillare e bene organizzato: un fattore-chiave nel respingere l'offensiva aerea tedesca.

Durante la campagna di Francia gli Emil si comportarono bene, e più che la loro superiorità tecnica (comunque evidente) furono le efficaci tattiche tedesche, elaborate in Spagna, a dare alla Luftwaffe un vantaggio pressoché schiacciante sui pur tenaci e valorosi piloti francesi. Emersero però anche le manchevolezze del Bf 109 che lo afflissero per tutta la sua vita operativa fino alle ultime versioni. Ad esempio la stretta carreggiata del carrello, che rendeva instabile l'aereo e difficile il decollo e l'atterraggio specie su piste non perfettamente preparate (come era di norma). La forte turbolenza causata dall'elica, se non veniva accuratamente compensata dal pilota, faceva sì che l'apparecchio oscillasse mentre si sollevava da terra, con conseguenze gravi, soprattutto se l'aereo era carico di carburante e munizioni. Il problema fu in parte ovviato nella versione "Friederich" adottando un raffinato sistema di comando elettrico automatico del passo dell'elica, più dolce e progressivo, ma non venne mai risolto del tutto, perché nonostante i tentativi di stabilizzare la corsa dell'aereo (ad es. adottando pneumatici a sezione più ampia), la cellula non permetteva modifiche al carrello che dovette perciò mantenere sempre lo stesso schema. Altro difetto piuttosto serio era la difficoltà ad aprire il tettuccio blindato in caso di necessità di abbandono dell'aereo, ad esempio in caso di guasto: incernierato sul lato destro, durante il volo era alquanto difficile da aprire e ancor di più da tenere aperto e lanciarsi dall'apparecchio era quindi difficile. Sul campo, molti aerei vennero dotati di perni a sgancio rapido che causavano il distacco del tettuccio in caso di apertura in volo d'emergenza, ma il difetto rimase e sebbene in fase di progettazione non fosse stato considerato molto rilevante, causò indubbiamente la morte di molti piloti tedeschi. Inoltre il tettuccio, sia nel 1º tipo a 3 elementi e 3 montanti, sia nel successivo modello "Erla" più rastremato e in soli 2 pezzi, non offriva molto in fatto di visibilità, cosa che in un aereo da caccia era un fattore importante; i piloti di Bf 109 dovettero abituarsi a voltare la testa continuamente, in ogni direzione.

#### Battaglia d'Inghilterra
All'epoca della battaglia d'Inghilterra la versione più diffusa era oramai la E-4, motorizzata da un Daimler-Benz DB 601. Tale tesi è supportata da documenti originali dell'epoca e smentisce la precedente convinzione che vedeva l'E-3 al primo posto tra le varianti impiegate dai piloti tedeschi.

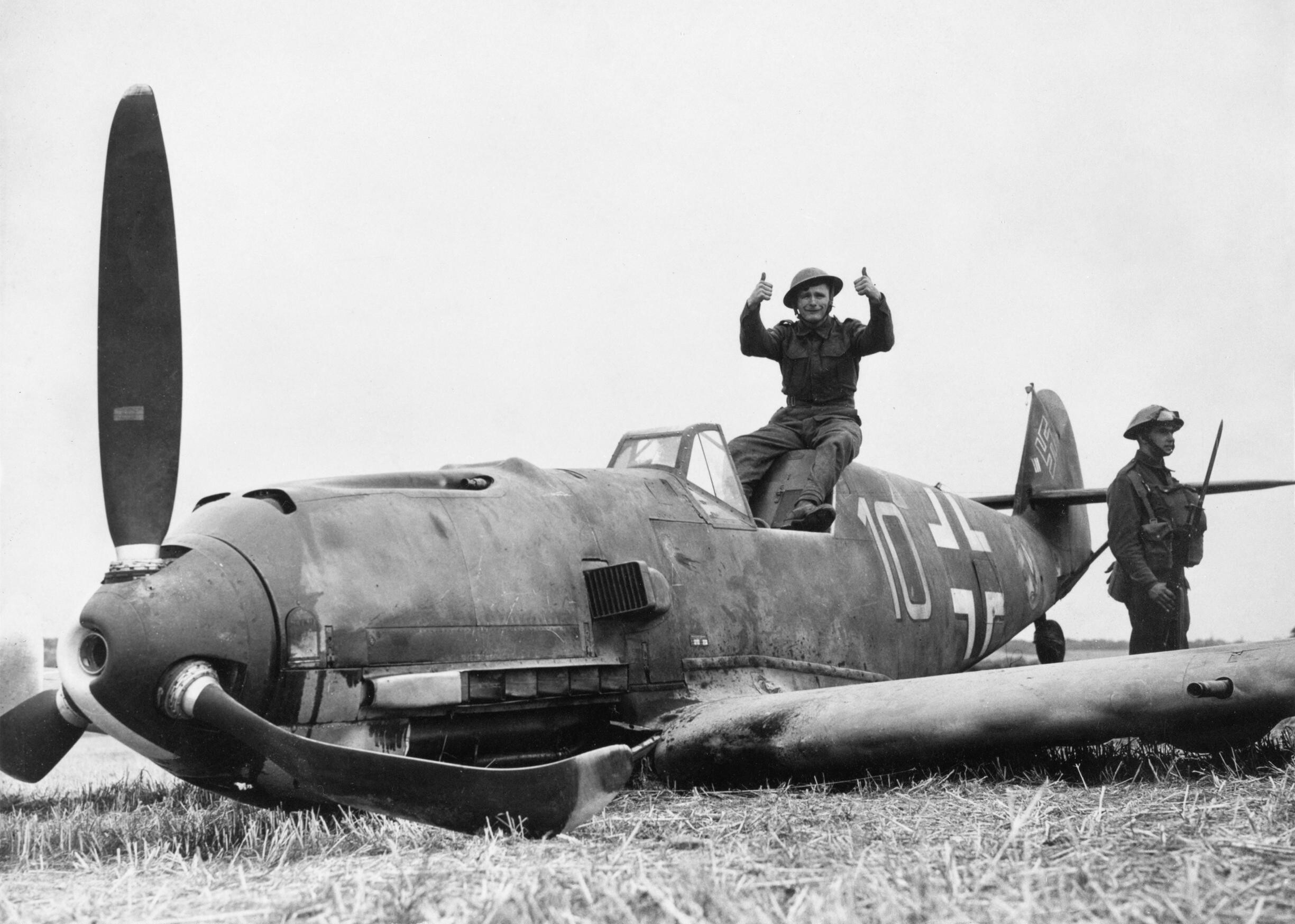
Un'immagine emblematica della Battaglia d'Inghilterra: militanti della Home Guard britannica esultano su un Bf 109E-4 (W.Nr. 5587) del 6. Gruppe - Jagdgeschwader 51 Mölders', costretto ad un atterraggio d'emergenza a East Langdon, nel Kent, il 24 agosto 1940. Il pilota, Oberfeldwebel Beeck, ne uscì incolume e venne catturato.

L'Emil doveva confrontarsi con il britannico Supermarine Spitfire Mk. I (che superava in velocità ascensionale ed accelerazione) e con il meno prestante Hawker Hurricane. Un importante vantaggio di cui godeva il "109" risiedeva nel fatto che il suo motore Daimler-Benz alimentato ad iniezione diretta consentiva al pilota di entrare immediatamente in una picchiata. Al contrario, i motori Rolls-Royce Merlin degli Spitfire e degli Hurricane, utilizzavano il carburatore: questo implicava, per i piloti britannici, l'impossibilità di lanciare improvvisamente l'aereo in picchiata dal volo livellato, in quanto la spinta G negativa avrebbe interrotto il flusso del carburante, soffocando il motore.
Il Bf 109E aveva un raggio d'azione di 660 chilometri in condizioni ideali; cioè in missione di combattimento, in copertura ai bombardieri, il 109E poteva andare poco oltre la costa inglese. Disponeva di trenta minuti per l'avvicinamento, di poco oltre 10 minuti per un eventuale combattimento e di altri 30 minuti per il volo di ritorno, che si svolgeva sul Canale della Manica, mentre la spia del carburante lampeggiava. Se il carburante iniziava a scarseggiare durante un combattimento, i piloti tedeschi dovevano per forza di cose lasciare i bombardieri senza protezione.

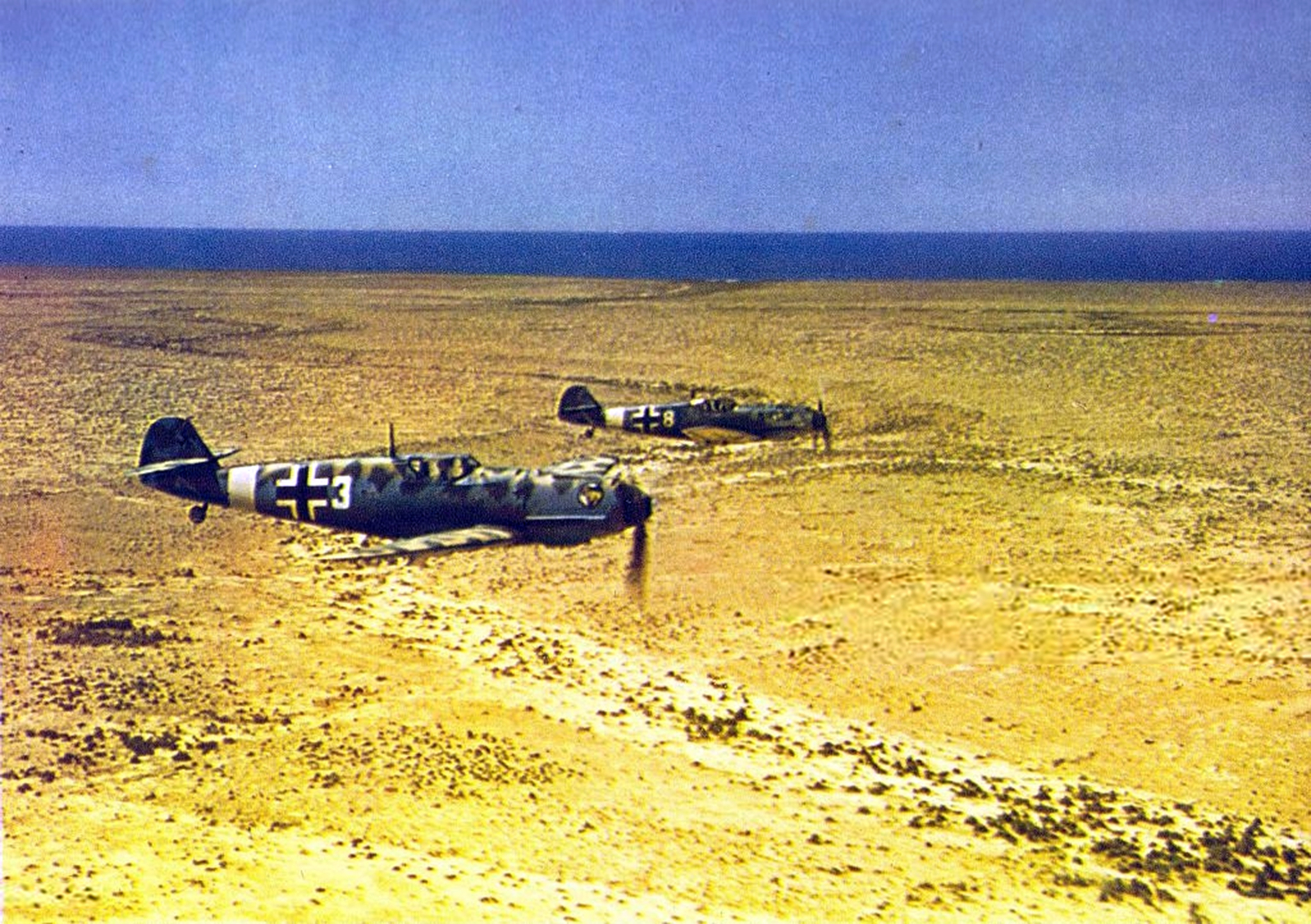
Per tutto il conflitto la Luftwaffe fu maestra nella mimetizzazione degli aerei: questi Bf 109E del I. Gruppe /JG 27 in volo sulla Libia ne sono un ottimo esempio. L'immagine è della primavera 1941, quando il JG 27 aveva ancora alcuni "Emil" in dotazione.

Il sottomodello E-7, con serbatoi da 300 litri aggiuntivi, arrivò troppo tardi per essere impiegato sull'Inghilterra. Nonostante il fondamentale svantaggio di combattere in territorio nemico e la necessità di limitare il tempo di permanenza in area di combattimento a circa 30 minuti, il Bf 109 si dimostrò tuttavia efficace anche nella battaglia d'Inghilterra. Grazie anche alle tattiche più flessibili e alla maggiore esperienza dei piloti tedeschi rispetto ai rigidi schemi inglesi, in termini numerici risultò vincitore, anche se di stretta misura, contro i suoi avversari. Nei confronti diretti contro gli Hurricane vennero infatti abbattuti 338 aerei inglesi contro 142 Bf 109 perduti. Contro i più moderni Spitfire 242 contro 168, con un rapporto complessivo a favore del Bf 109 di 580 caccia inglesi abbattuti contro 310 Bf 109 perduti (un rapporto di quasi 2:1) . Tutto ciò non servì a volgere le sorti dello scontro a favore della Germania, poiché gli stormi di bombardieri della Luftwaffe vennero falcidiati dalla caccia inglese; l'innegabile valore dei piloti britannici, oltre all'eccezionale sforzo produttivo dell'industria aeronautica che consentì alla RAF di mantenere sempre la superiorità numerica, fecero comunque pendere la bilancia a favore dell'Inghilterra. Molti piloti inglesi abbattuti rientravano entro poche ore alle loro squadriglie ed erano di nuovo in volo con un nuovo apparecchio; i piloti tedeschi abbattuti o vittime di guasti meccanici in volo (evento frequente in macchine tirate allo spasimo) erano inevitabilmente perduti poiché, anche se sopravvivevano, venivano immancabilmente catturati e i campi di prigionia britannici si affollarono presto di piloti della Luftwaffe. La Battaglia d'Inghilterra era perduta, ma i Me 109 proseguirono le loro incursioni a bassa quota sul suolo britannico con pattuglie (Schwarmen) di 4 apparecchi, tattica molto più congeniale ai piloti tedeschi.
Nel corso della battaglia la 3ª squadriglia dell'Erprobungsgruppe 210 sperimentò per la prima volta i Bf-109E-4/B: ad eccezione di alcuni attacchi in picchiata come quello effettuato sulla base aerea della RAF di Martlesham Heath, questa versione fu usata principalmente in attacchi radenti a bassa quota nella fase finale della battaglia, nel settembre 1940: dopo aver sganciato gli ordigni (solitamente quattro bombe da 50 kg), gli aerei fornivano copertura ai Messerschmitt Bf 110 della 1ª e 2ª squadriglia.

#### Nord Africa

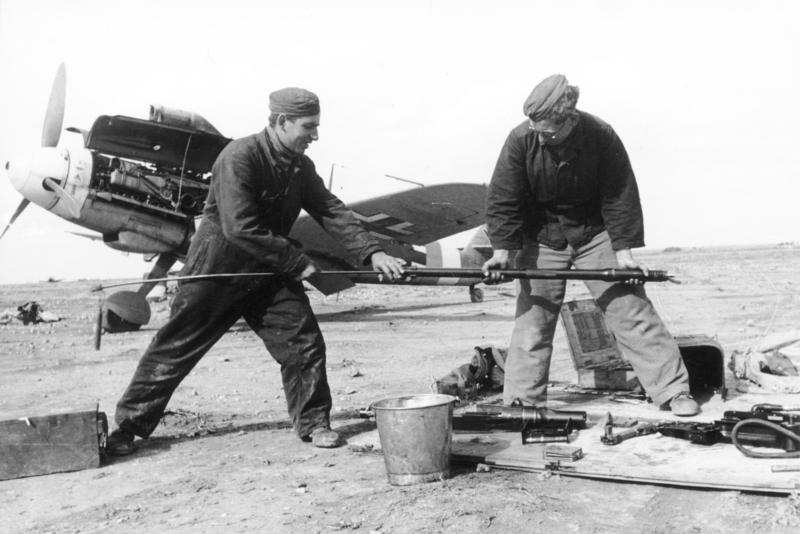
Tunisia, 15 marzo 1942: armieri puliscono un cannone MG 151 da 20mm, appena smontato da un Bf 109 F Trop sullo sfondo, il cui cofano motore sollevato mostra il filtro antisabbia applicato alla presa d'aria. La lunga e faticosa manutenzione alle armi di bordo andava effettuata dopo ogni missione, ed era vitale per l'efficienza dell'aereo quanto quella al motore ed ai comandi.

La versione successiva fu la F (Friedrich), che apparve dopo la battaglia d'Inghilterra e fu dotata di un motore Daimler-Benz DB 601N da 1300 cavalli. Era armata con 2 mitragliatrici da 7,92 mm in fusoliera e un cannone MG151 da 15 mm che sparava attraverso il mozzo dell'elica. Il primo teatro operativo in cui i Friederich furono intensamente impiegati fu certamente l'Africa Settentrionale, in cui arrivarono nel marzo del 1941 a supporto della Panzerarmee Afrika, in forza alla 12ª Luftflotte (Flotta Aerea), che nel giugno 1941 schierava il II e il X Fliegerkorps (Corpo Aereo). La componente da caccia del Fliegerführer Afrika (Comando Aereo dell'Africa della Luftwaffe) era costituita dagli Jagdgeschwader 27 e 53, che erano interamente riequipaggiati con i Bf 109 F-2 e, più tardi, F-3 ed F-4. Nell'estate 1941 venne introdotta una versione tropicale del Bf 109 F-4 detta appunto "Trop" che aveva come dotazione standard quelle modifiche che i meccanici della Luftwaffe avevano dovuto apportare ai F-3 ed F-4 per adattarli all'ambiente desertico: filtri dell'aria antisabbia, migliorie all'impianto di raffreddamento ed aspirazione e uno speciale ombrellino (sostanzialmente una lamiera perpendicolare al poggiatesta) sopra il sedile del pilota per ripararlo dai raggi cocenti del sole africano. A partire dalla fine del 1941, la 2ª Luftflotte avvicendò la 12ª ma i reparti da caccia rimasero gli stessi: JG 27 e 53, che passarono ai "Gustav" (Bf 109 G-2 e G-4), più potenti e meglio armati, a partire dall'estate 1942 e restarono in servizio fino al maggio 1943 (lo JG 27 venne sostituito nel dicembre 1942 dal JG 77), quando le ultime roccaforti dell'Asse in Tunisia cedettero le armi e terminò la guerra in Nord Africa.
Il Bf 109F nella sua versione "tropicale", sul fronte nordafricano, affrontò intensamente la RAF e, a partire dal 1942, l'US Army Air Force statunitense. Si dimostrò una macchina temibile, soprattutto in mano a piloti come Eduard Neumann, Wolfgang Lippert e Hans-Joachim Marseille che sapevano sfruttarne al meglio le caratteristiche. Il nerbo della caccia alleata in Nord Africa era costituito dagli Hawker Hurricane, con pochi Spitfire e qualche Gloster Gladiator; i due stormi da caccia tedeschi, JG 27 e JG 53, ciascuno con tre Gruppi (I, II e III più il Gruppo Comando -Stab- anch'esso dotato di diversi apparecchi) da 3 Squadriglie ciascuno, misero bruscamente fine alla relativa tranquillità con cui l'aviazione britannica aveva fino ad allora affrontato la male equipaggiata Regia Aeronautica italiana. Anche i Curtiss P-40 statunitensi, forniti alla RAF dagli Stati Uniti, furono protagonisti di feroci schermaglie con i Bf 109 F dalle quali però questi ultimi emersero ancora superiori, per doti velocistiche e aeronautiche. Solo gli Spitfire reggevano il confronto con i Friederich e i Gustav. Durante la Battaglia di Gazala i caccia della 2ª Luftflotte si rivelarono strumentali per le colonne corazzate di Rommel (validamente assistiti dai caccia italiani); tra i fatti più notevoli della guerra aerea in Nordafrica, la storia cita le giornate del 5 agosto 1942, quando la 5ª Staffel, II. /JG 27 intercettò e abbatté il Bristol Bombay del 216th Squadron della RAF, su cui viaggiava il generale d'armata britannico William Gott, comandante dell'8ª Armata britannica; il successivo 1º settembre, il capitano Hans-Joachim Marseille, sempre del JG 27, abbatté in un solo giorno 17 aerei (15 secondo fonti inglesi), tra Hurricane e P-40, sopra Alam El Halfa. Marseille morirà in un incidente aereo il 30 dello stesso mese, a 23 anni, dopo aver totalizzato 158 vittorie aeree.
Sui cieli di Malta i Bf 109 videro epici scontri per il dominio di quell'importantissimo spazio aereo: il capitano Gerhard Michalski, comandante (Gruppen-Kommandeur) del II./JG 53, abbatté 26 apparecchi britannici sopra Malta, per essere a sua volta abbattuto il 14 ottobre 1942 dagli Spitfire del 126th Squadron della RAF: Michalski riuscì ad abbandonare in tempo il suo Bf 109 G-2 e venne recuperato dalla Kriegsmarine. Partendo dalle basi di Pantelleria, Sciacca e Comiso, i Bf 109 F e G furono anche intensamente impegnati contro la Royal Navy, sia nelle missioni di scorta ai Ju 88 e Bf 110 negli attacchi ai convogli britannici, sia nella scorta ai convogli italiani che trasportavano i vitali rifornimenti alle armate dell'Asse in Nordafrica. Il tenente Crinius del JG 53 ottenne 14 vittorie aeree nei mesi di dicembre '42 e gennaio '43, e il tenente Schiess della stessa unità ne ottenne 20; Crinius fu poi abbattuto il 13 gennaio 1943 da uno Spitfire e, seriamente ferito, riuscì ad ammarare con il suo "Gustav" e venne fatto prigioniero.
All'inizio del 1943 però, la superiorità aerea degli Alleati era divenuta incolmabile, e il massiccio ingresso nel conflitto degli Stati Uniti aveva anche portato nei cieli africani nuove macchine ben più difficili da affrontare: in particolare, gli Spitfire Mk.IX, i Bell P-39 Airacobra e i Lockheed P-38 Lightning, questi ultimi chiamati dai piloti tedeschi "Doppelschwanz Teufel" (Diavolo a due code). La difesa aerea della Tunisia, solo lembo d'Africa rimasto agli italo-tedeschi, poggiava ora sugli JG 53, JG 77 (il JG 27 era rientrato in Sicilia alla fine del 1942) e sul 155º Gruppo Caccia della Regia Aeronautica. il 14 febbraio 1943 l'Afrika Korps lanciò la controffensiva di Kasserine in cui gli Alleati vennero temporaneamente sconfitti e la Luftwaffe fece del suo meglio per contrastare lo strapotere dell'aviazione anglo-americana; ma erano solo gli ultimi bagliori di orgoglio. Entro la fine di aprile, i pochi apparecchi rimasti abbandonarono la Tunisia e si prepararono alla battaglia di Sicilia.

#### Unione Sovietica
Nel giugno 1941 scattò l'Operazione Barbarossa e i "Friederich", nella versione standard F-4 apparsa proprio in quei giorni, furono la punta di lancia della Luftwaffe nella vitale missione di ottenere la supremazia aerea sui cieli sovietici. Le fulminee avanzate della Wehrmacht resero il compito molto arduo agli specialisti logistici, costretti a spostare in continuazione gli aeroporti e i depositi per seguire il ritmo delle truppe e mantenere costante l'ombrello aereo. Sia nella scorta agli Stukas, sia nella caccia i Bf 109 sbaragliarono i vecchi aerei sovietici al di là di ogni ottimismo. Dopo il 1942, i Bf 109 che avevano fino ad allora dominato i cieli della Russia, si trovarono contro caccia sovietici più moderni ed efficaci: gli Yakovlev Yak-3 e i Lavochkin La-7 in particolare interruppero bruscamente il bottino di aerei sovietici che fino ad allora i Bf 109 avevano mietuto. Tuttavia, le versioni più recenti G "Gustav", specie G-5, G-6, G-14 e G-10 si dimostrarono più che all'altezza anche contro le recenti e validissime macchine sovietiche. Il 52º Stormo Caccia della Luftwaffe (Jagdgeschwader 52) che servì esclusivamente sul fronte orientale e fu dotato solamente di Bf 109, fu il reparto aereo di maggior successo della storia, con uomini come Erich Hartmann nei propri ranghi. Lo stesso Hartmann descriveva così le differenze tra i "Friederich" e i "Gustav": "(il Gustav) era molto potente, e in decollo era un problema perché la carreggiata stretta del carrello, se non si stava molto attenti con la manetta, causava improvvise imbardate a destra e l'aereo si ribaltava. Perdemmo molti piloti in incidenti come questi. Ma in volo era un grande aereo, veloce e agile. Prendeva bene velocità in cabrata e le virate erano strette, anche se non quanto quelle del "Friederich". Se ci sapevi fare, potevi affrontare anche un "9" (Yak-9), il trucco era salire di quota, il "Gustav" dava il meglio sopra i 4000 mt".

#### Difesa del Reich

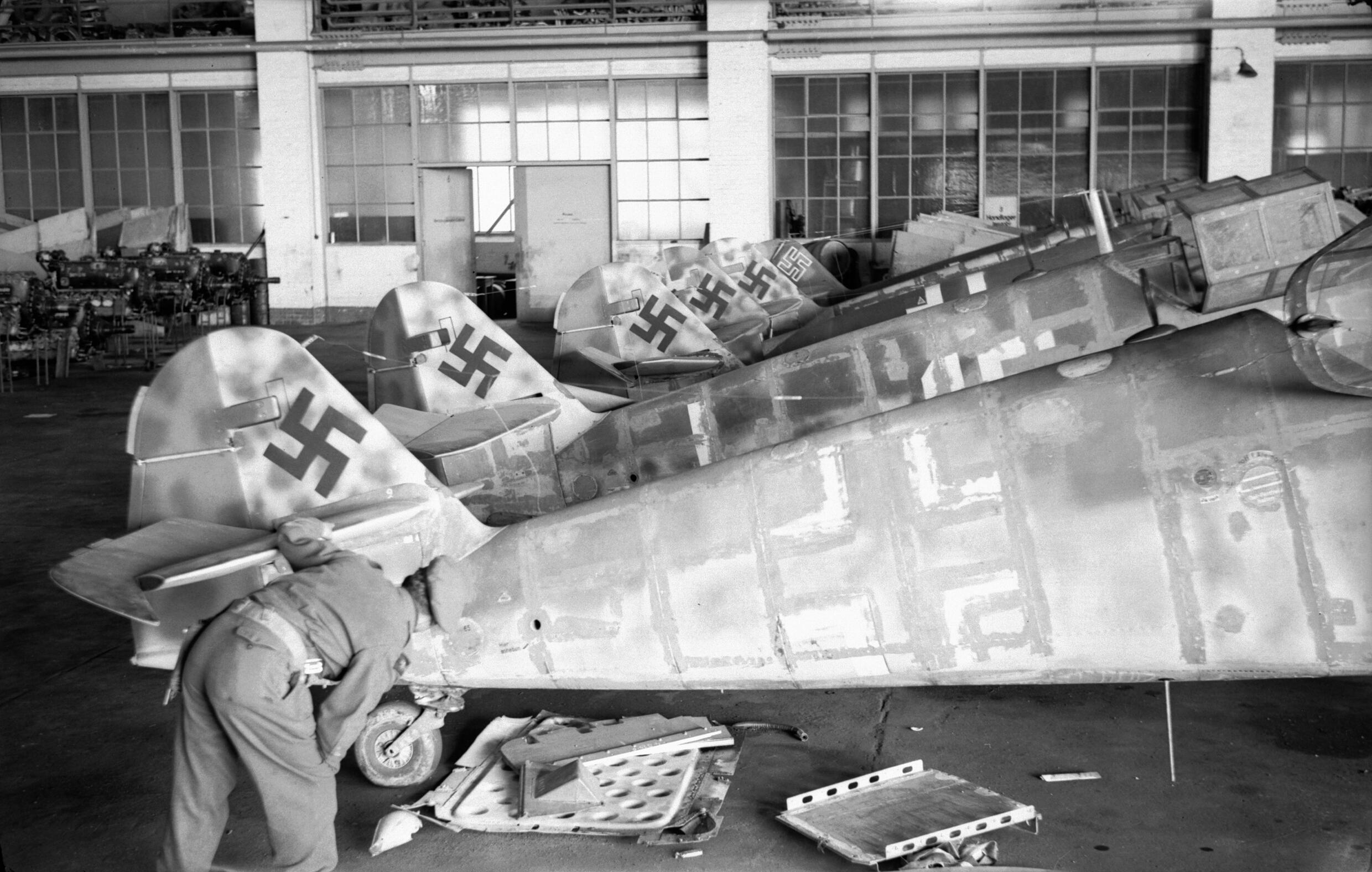
Un militare britannico esamina alcuni Bf 109 in un hangar dell'aeroporto tedesco di Wunstorf, subito dopo la cattura avvenuta l'8 aprile 1945. Gli apparecchi erano stati smontati e la vernice rimossa per un'operazione di manutenzione. Si noti la differenza tra il timone di coda della serie G-14 in primo piano e quello della serie F immediatamente dietro.

Il teatro operativo più intenso del Bf 109 fu senz'altro la difesa della Germania (Reichsverteidigung) dall'offensiva aerea alleata che, sotto un incessante diluvio di bombe, dal 1942 stava distruggendo ogni infrastruttura industriale e dal 1943 in poi assunse proporzioni di guerra totale, con città interamente distrutte ed effetti disastrosi per l'economia tedesca. A partire dal "Friederich", tutte le versioni del 109 vennero impiegate massicciamente nella difesa aerea nazionale e il Messerschmitt divenne la spina dorsale della caccia tedesca, protagonista di febbrili e violentissime battaglie aeree con centinaia di apparecchi, come quella di Schweinfurt nel 1943.
Dopo il 1944, speciali versioni del "Gustav" vennero sviluppate apposta per la caccia ai bombardieri e speciali kit di armamento aggiuntivo resero il "Gustav" e, più tardi il "Kurfurst" un valido e potente intercettore. Vennero perfino sperimentate tattiche che sfruttavano le prestazioni ad alta quota della macchina, sganciando bombe con spoletta altimetrica sulle formazioni di bombardieri alleati. L'arma migliore però si rivelò il cannone MK 108 da 30 mm, montato su molti G-14 e G-10 nel mozzo dell'elica: con 4-5 colpi a segno poteva distruggere un bombardiere quadrimotore, anche se richiedeva di avvicinarsi parecchio per via della sua traiettoria piuttosto curva, ed era molto più distruttivo dei classici (ed ottimi) MG151/20.
Diversi Me 109 vennero convertiti in caccia notturni, avvalendosi dei modernissimi radar Flensburg e Naxos, e di avanzati sistemi di radionavigazione (Y-Verfuhrung) con IFF che conferivano loro una certa capacità ognitempo. Vennero elaborate speciali tattiche che sfruttavano le caratteristiche di robustezza e velocità del Bf 109: fulminei passaggi "a sciabolata" ("Säbelschnitt") in mezzo alle formazioni di bombardieri, attacchi frontali, attacchi ventrali dove le difese delle "fortezze volanti" erano più deboli.
Nonostante le tremende perdite inflitte all'USAF e al Bomber Command, i caccia Messerschmitt non poterono difendere i cieli della Germania: la superiorità aerea alleata (e, dal 1944, la presenza dei formidabili caccia di scorta Mustang e Thunderbolt) vanificarono gli sforzi, indubbiamente eroici, dello Jagdverband. Piloti da caccia, nelle battaglie aeree del 1944-45, ormai erano una rarità, per via delle enormi perdite subite. Tuttavia, anche se la Luftwaffe era costretta a servirsi di ex piloti da trasporto o di bombardieri, o di adolescenti sommariamente addestrati e gettati nella guerra dei cieli allo sbaraglio, il Bf 109 fece egregiamente il suo dovere fino all'ultimo istante.

### Italia e RSI

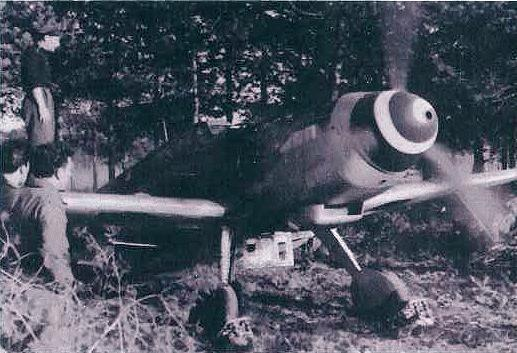
Messerschmitt Bf 109 G-10 dell'Aeronautica Nazionale Repubblicana a Malpensa.

Il Bf 109 servì anche nelle file della Regia Aeronautica e nell'Aeronautica Nazionale Repubblicana.

Dopo le prime interessanti esperienze come l'avioraduno di Zurigo del '37 e la guerra in Spagna, il Bf 109 venne valutato molto seriamente dalla Regia Aeronautica quando nel 1940, durante una serie di prove al centro sperimentale di Guidonia, un Emil dimostrò di poter raggiungere l'allora ragguardevole velocità massima di 565 km/h. L'entusiasmo suscitato che portò alla raccomandazione di un acquisto o di una produzione su licenza in Italia portò però ad un nulla di fatto.
Visto che i caccia "serie 5" tardavano troppo, venne necessariamente inoltrata alla Germania la richiesta di caccia Bf 109, che arrivarono ai reparti nel 1943. Il centinaio di esemplari ricevuto venne per lo più distrutto al suolo durante l'estate di quell'anno dai violenti bombardamenti aerei, e l'effettiva resa di questa fornitura fu piuttosto modesta.

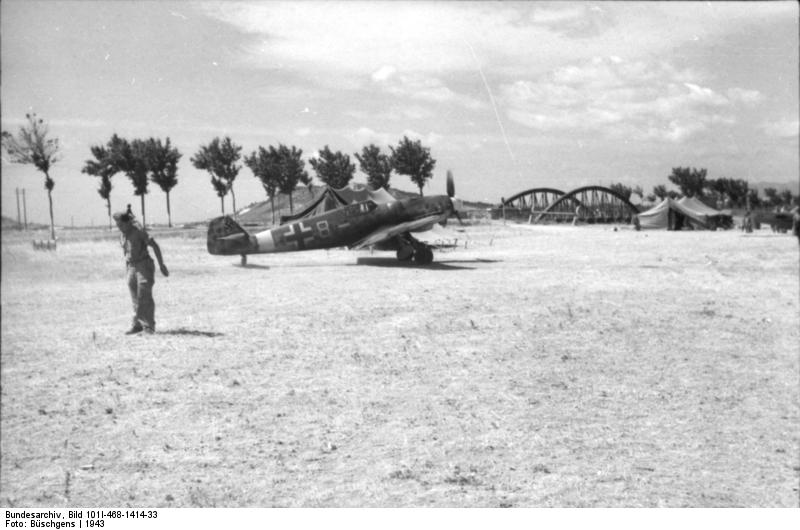
Me 109F-4 in un aeroporto dell'Italia del Sud nell'estate 1943. La Luftwaffe aveva una forte presenza nella difesa aerea italiana durante l'invasione della Sicilia.

Dopo l'8 settembre, la Repubblica Sociale Italiana si ritrovò con una piccola forza aerea, l'Aeronautica Nazionale Repubblicana, che necessitava di caccia. Dopo la distruzione di gran parte delle attrezzature per la produzione di aeroplani nazionali a causa dei bombardamenti, i piloti italiani dovettero passare ai Bf 109 G-6/10/12/14 e a qualche K-4.
La prima a riceverli, fu la 4ª squadriglia del 2º Gruppo caccia "Gigi tre Osei". I passaggi vennero effettuati assai rapidamente all'aeroporto di Aviano, verso la metà del giugno 1944. In un mese e mezzo, sino alla sospensione dei voli in agosto, i Me 109G parteciparono attivamente alle vittorie del 2º gruppo (dotato anche di Fiat G.55): 15 bombardieri e 17 caccia anglo-americani abbattuti. Dopo la crisi dell'agosto, il 2º gruppo tornò a combattere e l'intero reparto passò sui Bf 109G. A metà dicembre, il 2º Gruppo ricevette un primo esemplare di Bf 109K. Alcuni piloti gradirono maggiormente questi velivoli, dato che si trattava delle versioni più recenti, molti viceversa considerarono migliori le macchine italiane. Ma ormai le possibilità di scelta erano esaurite.
Tra febbraio e marzo 1945 il 2º Gruppo abbatté 21 bombardieri e 9 caccia. Ma il 2 aprile 1945, il reparto subì una disastrosa sconfitta. Quel giorno, ventiquattro Bf 109 del II Gruppo decollarono dalle basi di Aviano ed Osoppo e, nonostante tre velivoli dovessero rientrare, per problemi tecnici, gli altri proseguirono verso il lago di Garda e successivamente su Ghedi, Brescia. Qui intercettarono una grande formazione di North American B-25 Mitchell, scortati dai P-47D Thunderbolt del 347th Fighter Squadron. Nella battaglia che ne seguì, i piloti dell'ANR subirono una pesante sconfitta: almeno 14 Bf 109 vennero abbattuti e sei piloti italiani uccisi. Gli americani, da parte loro, non subirono nemmeno una perdita. Stando ad altri testi le perdite da parte alleata ci sarebbero invece state: in “Aeronautica Nazionale Repubblicana” Nino Arena, indica quattordici Messerschmitt persi e nove aerei americani abbattuti (sei B25 e tre P47D).
Un altro reparto che ricevette i Bf 109 G e K fu il 3º gruppo caccia. Il 7 marzo 1945, il Gruppo effettuò la sua prima uscita operativa abbattendo un bombardiere e un caccia. Seguirono, sino alla sospensione dei voli nella seconda metà di aprile, altre dodici missioni di intercettamento.
Anche il 1º Gruppo Caccia "Asso di Bastoni" utilizzò i caccia tedeschi. "Il primo grosso combattimento affrontato dal gruppo di Adriano Visconti avviene sulla Lombardia il 3 marzo 1945. Il 14 dello stesso mese avviene un altro durissimo scontro sulla zona del lago di Garda, tra Me.109 del 1º gruppo e Boeing B-17 Flying Fortress scortati da P-47 Thunderbolt. Alla fine di esso risultano abbattuti 7 aerei americani ed un Messerschmitt".
Secondo altri autori, invece, il combattimento del 14 marzo si risolse in una disfatta per il 1º Gruppo. Il Maggiore Adriano Visconti, asso pluridecorato e comandante del 1º Gruppo, con altri 16 Messerschmitt, intercettò sul lago di Garda, una formazione di B-25 Mitchell del 321º Bomber Group, che rientrava dopo il bombardamento del ponte ferroviario di Vipiteno. Gli otto P-47 di scorta (del 350º Fighter Group) attaccarono a loro volta i più numerosi Messerschmitt italiani. Visconti attaccò frontalmente il Thunderbolt del Flight Officer Walter Miller che aveva appena abbattuto il Bf 109G-10/AS "3-7" di uno dei suoi uomini, il sergente Domenico Balduzzo (che morì nonostante si fosse lanciato col paracadute). Ma lo stesso comandante del 1º Gruppo fu colpito e ferito al volto dalle schegge e costretto a lanciarsi. Il bilancio della giornata fu drammaticamente negativo: tre piloti italiani morti e uno ferito, tre aerei abbattuti e sei danneggiati, a fronte di un solo P-47 danneggiato. Il 15 marzo l'ANR attribuì a Visconti la vittoria e la segreteria inoltrò la pratica per richiedere il "Premio del Duce", le 5000 lire che spettavano all'abbattitore di un monomotore. In realtà il P-47 di Eddy rientrò alla base di Pisa.
Anche per il 1º Gruppo, il 19 aprile 1945 fu il giorno dell'ultima uscita operativa. In tale occasione decollarono dal campo di Lonate Pozzolo quattro Bf 109K pilotati dai tenenti Oddone Colonna ed Aurelio Morandi e dai sergenti Pedretti e Franciosi: essi si portarono all'intercettazione di tre Consolidated B-24 Liberator che stavano lanciando rifornimenti a reparti del CLNAI sulle montagne ossolane. Due dei B-24 fuggirono in Svizzera, il terzo abbatté l'aereo di Morandi e venne a sua volta centrato dai colpi sparati dal tenente Colonna. Il Me 109 K di Morandi precipitò al suolo nei pressi di Cassina Rizzardi (CO). L'equipaggio del Liberator, precipitato presso Turate (CO), si salvò e in parte venne catturato dalle Brigate Nere; presenziò poi al funerale del pilota abbattuto, l'ultimo caduto dell'ANR, rendendo gli onori militari.
"I piloti con maggior numero di abbattimenti dell'ANR furono Ugo Drago e Mario Bellagambi - entrambi con il Bf 109 G - con 11 vittorie ciascuno. Drago aveva 5 precedenti vittorie, Bellagambi due". I tre gruppi dell'ANR ricevettero in totale circa 170 Bf 109. Complessivamente l'Italia ne ricevette oltre 300.

### Svizzera

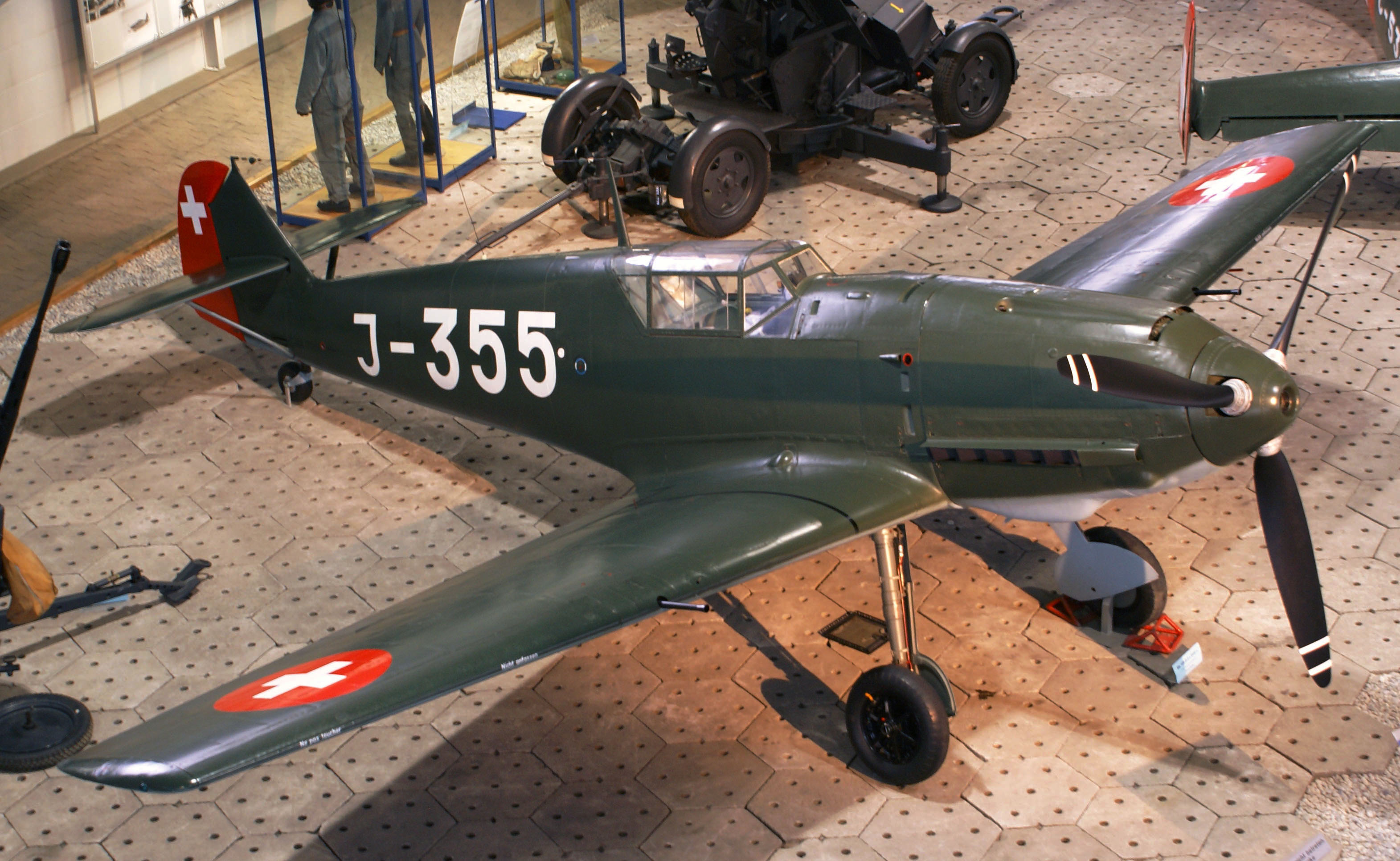
Bf 109 E-3 in servizio nell'Aeronautica Svizzera dal 1939 al 1948

La Svizzera fu il primo paese straniero ad acquistare i caccia Messerschmitt. Tra il dicembre 1938 e la metà del gennaio 1939, il paese elvetico ricevette dieci Bf 109D-2, designati dalla sigla J-301 fino alla J-310. Furono usati come aerei d'addestramento dalle Fliegerkompanie (compagnie di volo) numero 6, 15 e 21 basate rispettivamente a Thun, Payerne e Dübendorf. Una partita di ulteriori ottanta Bf 109 E-3 fu consegnata alla Svizzera tra l'aprile 1939 e l'aprile 1940, che divenne così il più grande acquirente straniero del Bf 109E. Gli aerei in questione, designati dalle matricole J-311 fino alla J-390, erano armati con due mitragliatrici da 7,5 mm (calibro standard svizzero) e due cannoncini Hispano-Suiza da 20 mm; il motore era un DB 601A da 1 100 CV. Le Fliegerkompanie che raggiunsero la piena operatività con questi aerei furono le numero 6, 7, 8, 9, 15 e 21. 

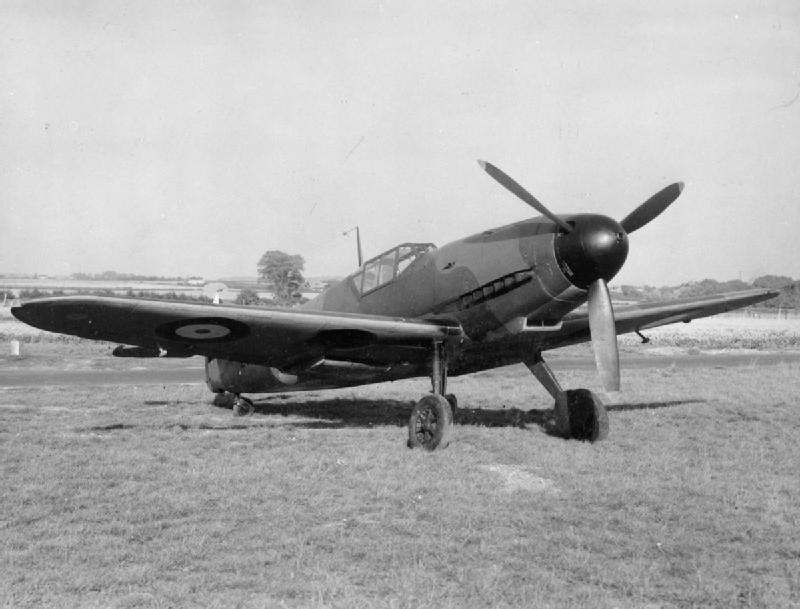
Un Messerschmitt Bf 109 F-2 catturato dalle forze britanniche.

Nonostante la Svizzera fosse un paese neutrale, spesso i suoi piloti dovettero alzarsi in volo per via degli sconfinamenti operati dai paesi in guerra. Il 10 maggio 1940, inizio della Campagna di Francia, un Dornier Do 17 tedesco violò lo spazio aereo svizzero a Bütschwil; ne seguì un intercettamento e uno scambio di fuoco che costrinse l'apparecchio tedesco ad atterrare ad Altenrhein. Il 1º giugno seguente, 12 Bf 109 E svizzeri decollarono per intercettare 36 bombardieri Heinkel He 111 del Kampfgeschwader 53, che sfruttavano lo spazio aereo svizzero per attaccare la ferrovia Lione-Marsiglia; sei Heinkel vennero costretti ad atterrare ma nello scambio di fuoco che seguì fra i caccia elvetici e gli apparecchi tedeschi il sottotenente pilota Rudolf Rickenbacher restò ucciso, divenendo il primo militare svizzero caduto nel conflitto.
Alla Svizzera fu anche concessa la produzione su licenza. Tra l'aprile 1944 e il marzo 1946 le officine Dornier di Altenrhein sfornarono nove aerei Bf 109 E-3 completi (matricole J-311/J-399), quattro coppie di ali e sette fusoliere. Inoltre, due Bf 109 F e due Bf 109 G atterrati in territorio svizzero per emergenze tecniche vennero confiscati dalle autorità federali. Lo storico Philippe Osché riporta inoltre (1996) di un accordo segreto avvenuto nell'aprile 1944, quando le autorità elvetiche accettarono di distruggere un caccia notturno Bf 110 G equipaggiato con materiale altamente sensibile, e ricevettero in cambio 12 apparecchi Bf 109 G-6, che restarono in servizio fino al 1948.
A partire dal 1943, gli "Emil" svizzeri vennero muniti di ampi contrassegni a fasce bianco-rosse sulle ali e sulla fusoliera, per evitare di essere confusi dalla caccia alleata con "109" della Luftwaffe.

## Versioni

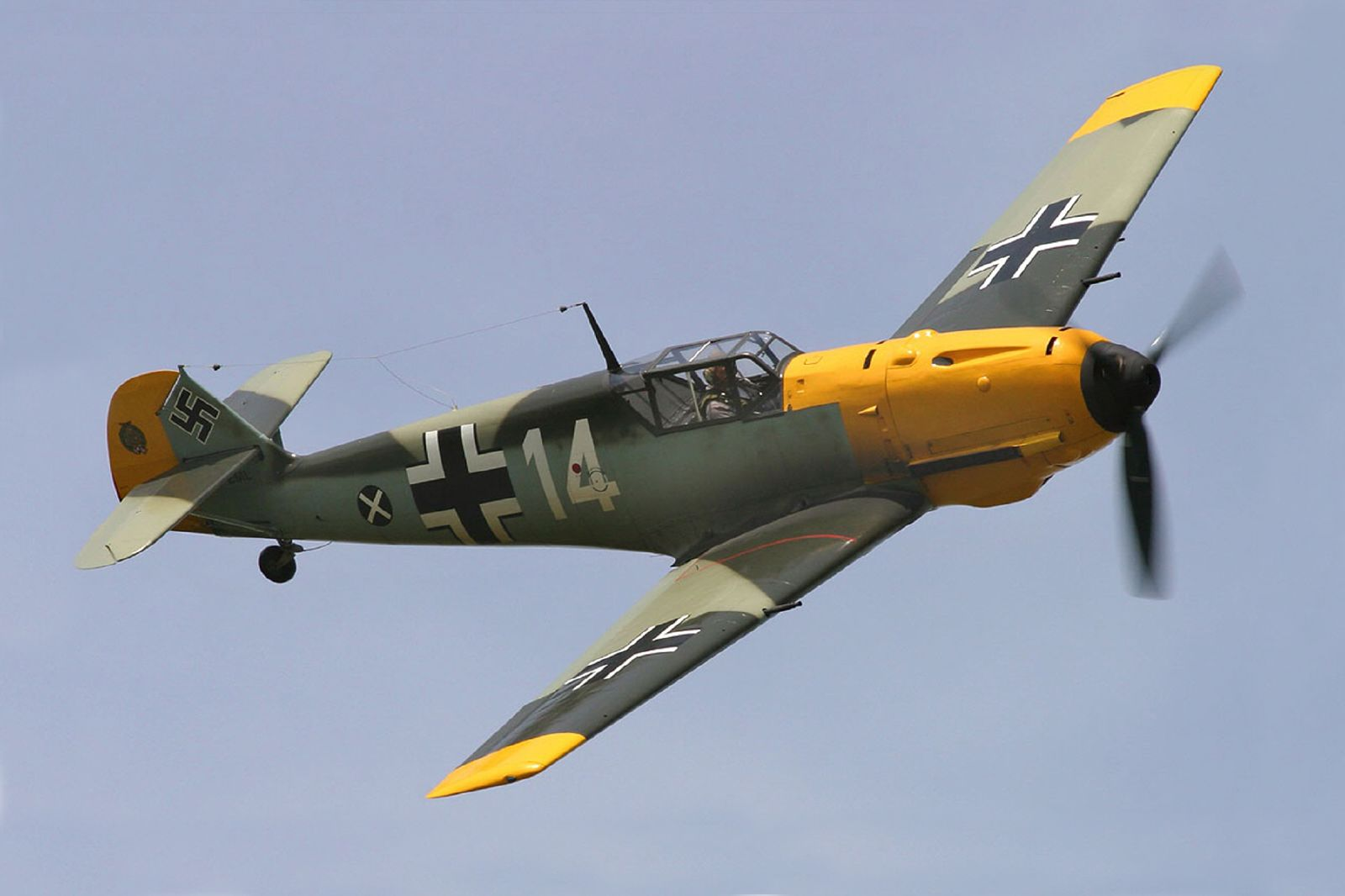
Un Messerschmitt Bf 109E restaurato in un airshow negli Stati Uniti. La colorazione gialla delle estremità alari e della cappottatura motore era il mezzo di riconoscimento comunemente usato dalla Luftwaffe sul fronte orientale nel 1941-42.

### Prima del conflitto
Nel 1937, la produzione dei Bf 109 B continuò, ma gradualmente passò a quella dei Bf 109 C-1 con il motore Jumo 210Ga da 700 CV (522 kW) e altre due mitragliatrici montate sulle ali. Il numero degli aerei prodotti aumentò continuamente e i caccia della Messerschmitt iniziarono ad essere costruiti anche da Arado, Erla, Focke-Wulf e Fiesler. Entro il settembre 1938, quasi 600 aerei furono costruiti.

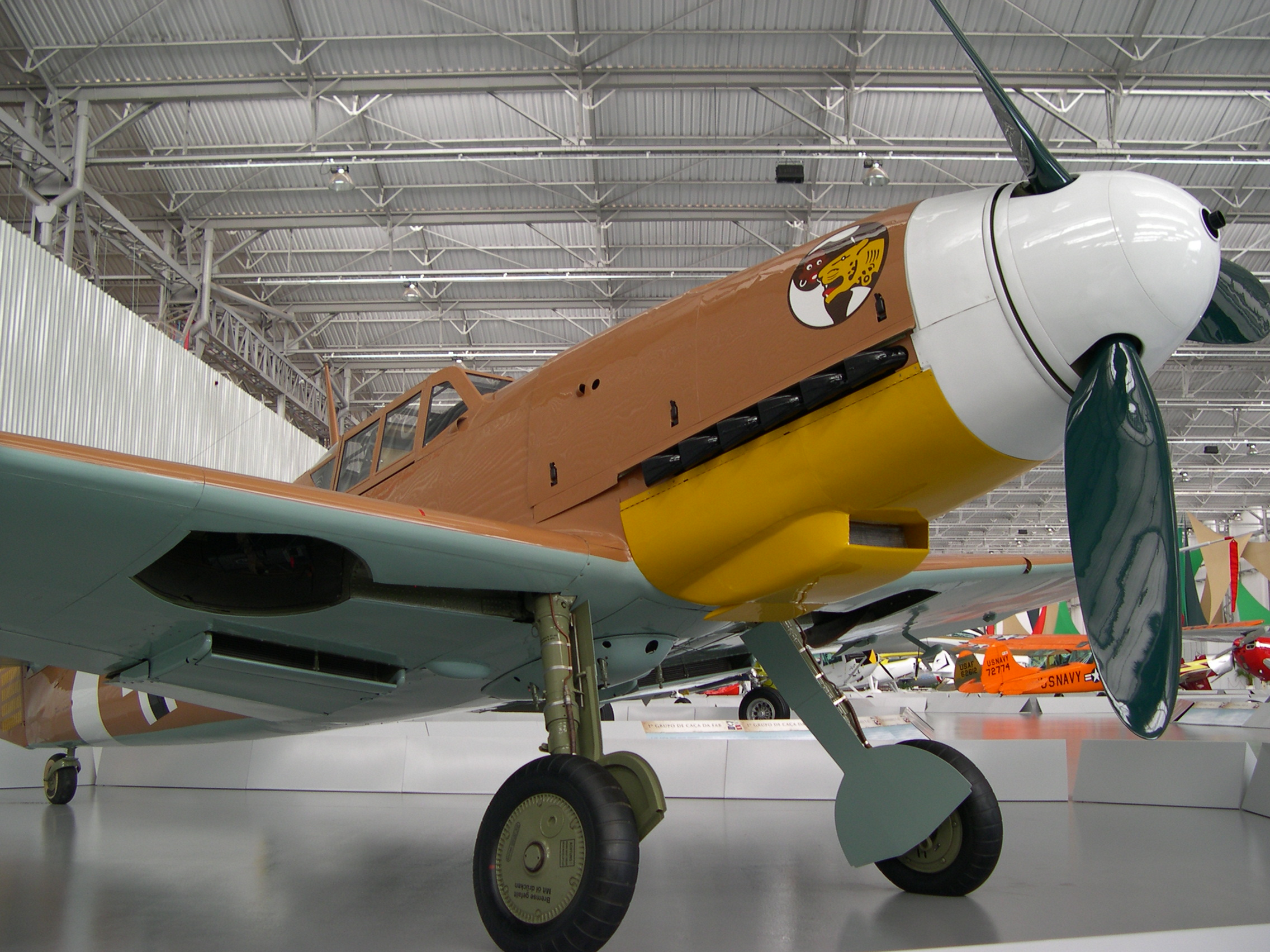
Il Bf 109 G-2 esposto al Museu TAM di San Carlo, Brasile.

Il Bf 109 D risultò alla fine un modello di transizione, perché il motore DB 600 si rivelò poco affidabile, così la produzione della Daimler-Benz si concentrò sul modello DB 601. Per consentire un efficace raffreddamento del motore Daimler, più grande e potente, si introdusse un elemento che da allora caratterizzò il Me 109: i radiatori subalari, aerodinamicamente più efficienti.

### Durante il conflitto
Nacque così il Bf 109 E, ("Emil") che entrò in produzione su larga scala nel 1938-39, e che avrebbe costituito il caccia di punta nell'imminente Battaglia d'Inghilterra. In quell'anno Arado e Focke-Wulf furono destinate ad altri programmi, così il grosso della produzione del Bf 109 E ricadde su Erla e Fiesler che ne costruirono quasi 1400. Nel frattempo gli impianti della Messerschmitt furono trasferiti da Augusta a Ratisbona, e questo ebbe come conseguenza che meno di 150 apparecchi furono completati dalla casa madre nel 1939.
All'inizio della seconda guerra mondiale, il numero di Bf 109 prodotti era di quasi 140 al mese. Diminuì di quasi il 10 per cento nei mesi seguenti per poi aumentare nel 1940 fino ad arrivare a 156. Dato che la Germania riteneva che la guerra fosse virtualmente finita con la sconfitta della Francia, fece poco per incrementare il numero degli aerei costruiti. Nel 1942 la produzione fu di circa 2700 unità. La manifattura dei Messerschmitt fu intrapresa anche in Ungheria a partire dal 1943, con la costruzione di 600 macchine. A fronte di pesanti bombardamenti alleati, la produzione di Bf 109 nel 1944 raggiunse quota 14 000 e sebbene non esistano dati precisi sulla quantità prodotta, si stima che ne furono costruiti circa 35 000, una cifra seconda soltanto a quella della serie Il-2/Il-10 dell'Ilyushin, che pare sia stata di 42 330 velivoli.
Il "Friederich", apparso in servizio nella primavera 1941 era certamente il più maneggevole e agile di tutte le versioni del Me 109, e nel 1941 era un duro avversario per qualsiasi caccia alleato. Superiore al Hurricane in ogni aspetto, più potente e veloce dello Spitfire, soprattutto alle alte quote, in mano a piloti come Adolf Galland, Hans-Joachim Marseille, Erich Hartmann o Gerhard Barkhorn il "Friederich" si rivelò essenziale nello stabilire la superiorità aerea tedesca in URSS (dove cancellò praticamente dai cieli gli obsoleti caccia sovietici) e rese la vita molto difficile alla RAF in Nordafrica.
Nel 1942 entrò in servizio il Bf 109G (Gustav), dotato di un cannone MG 151/20 da 20 mm inserito nel mozzo dell'elica e da due mitragliatrici MG 17 da 7,92 mm e con la possibilità di aggiungere altri due cannoncini da 20 mm in gondole sub alari e di trasportare fino a 500 kg di bombe o razzi. Il motore era un Daimler-Benz DB 605 da 1475 cavalli. Rispetto al Friederich era meno agile ma più veloce e prestante alle medie quote, dove si era notata una sostanziale superiorità in duello aereo dei caccia inglesi. Il Bf 109 G si distinse anche sul fronte orientale, causando pesanti perdite nell'aviazione sovietica fin dal primo giorno dell'invasione di quel paese. Erich Hartmann, il più grande asso nella storia dell'aviazione con 352 abbattimenti, volò su un Bf 109 G dell'unità JG/52 in Russia. La versione tropicalizzata G-Trop fu una dura sorpresa per i piloti alleati in Nordafrica che fino al 1943 ebbero a disposizione solo quantità limitate di Spifire V e Bell P-39 Airacobra in grado di opporsi alla macchina tedesca.

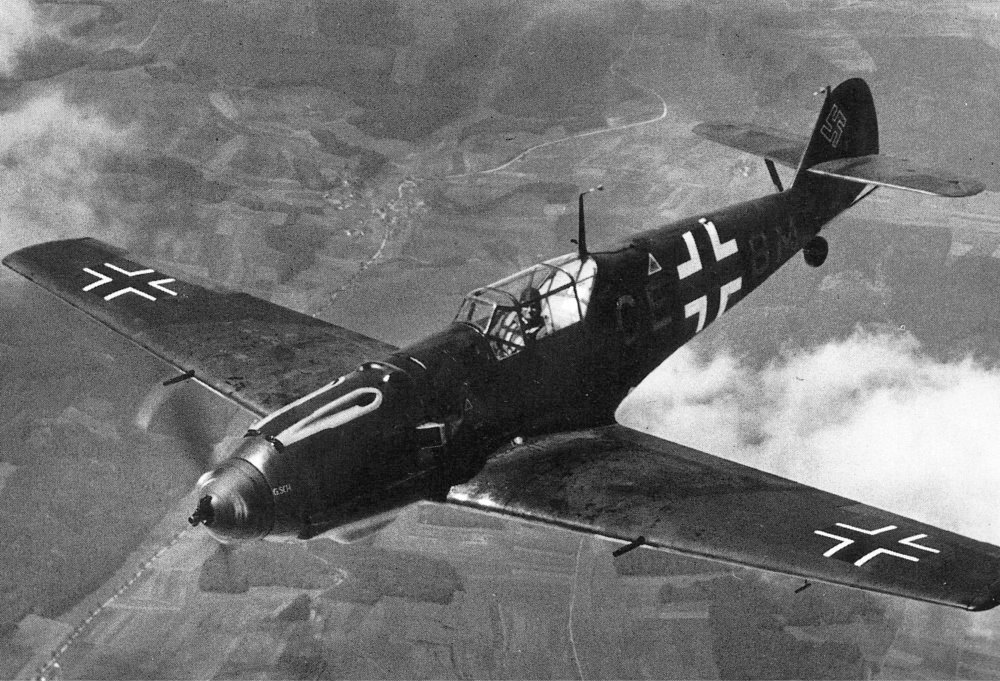
BF-109E-3 in volo sulla Francia nel 1940. Si notano chiaramente le MG 17 montate nelle ali.

Dopo l'ingresso nel conflitto degli Stati Uniti d'America e a causa della resistenza sovietica, la Luftwaffe perse terreno in ogni teatro e l'offensiva dei bombardieri pesanti angloamericani impose ai caccia tedeschi di battersi per la difesa del territorio nazionale. Il Bf 109 dovette evolversi da caccia in intercettore. Le limitazioni dell'armamento di base imposero di utilizzare sul Gustav pod con cannoni aggiuntivi, razzi e persino bombe a scoppio ritardato, grazie ai kit di modifica campali ("Rustsatz") disponibili per quasi ogni tipo di apparecchio tedesco. Quando poi i bombardieri cominciarono ad essere scortati da caccia a lungo raggio, gli aerei tedeschi, sovraccarichi di armi, e pilotati da uomini poco addestrati, risultarono svantaggiati nei confronti degli avversari.
L'ultima importante versione fu il Bf 109 K Kurfürst, resa operativa alla fine del 1944. Alcune versioni utilizzarono una variante del Daimler Benz DB 605, che equipaggiato con il sistema MW 50 poteva raggiungere una potenza di combattimento di 2 000 cavalli. Era armato con 2 cannoni MG 151/15 da 15 mm e un MK 108 da 30 mm e la sua velocità massima era di 727 km/h. Il Bf 109 K fu però, nelle sue ultime versioni, scarsamente affidabile in quanto a motore ed arrivò troppo tardi per dare un contributo importante alla guerra. Diversi Bf 109 furono utilizzati anche come caccia notturni, dotati di equipaggiamento radar Naxos e potenziati nell'armamento offensivo.

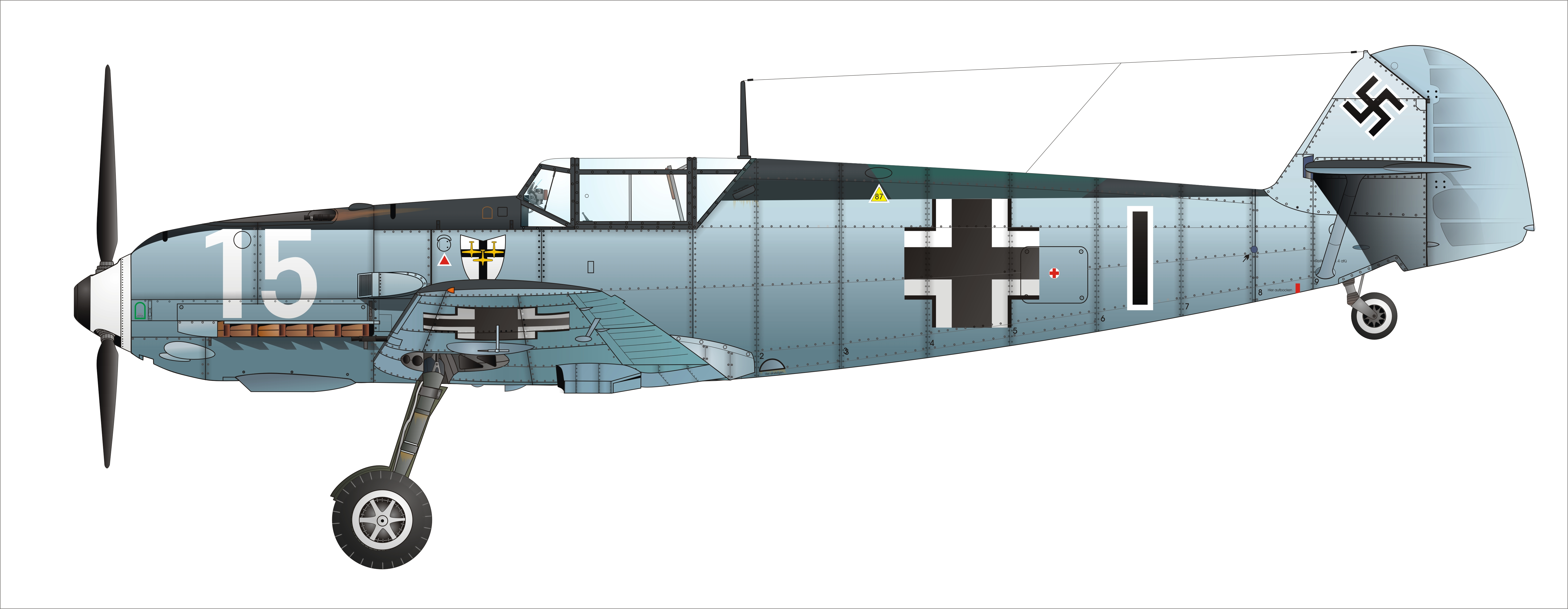
Bf109 E-3 del 3° Gruppe, Jagdgeschwader 27 durante la campagna di Francia del 1940. La barra nera verticale dipinta a poppavia dell'emblema nazionale è l'insegna di "ufficiale di stato maggiore" del Gruppo. Fu questa la versione del 109 a sopportare il peso della Battaglia d'Inghilterra.

La rigida convenzione imposta dal Reichsluftfahrtministerium (RLM) prevedeva che venisse attribuito ad ogni modello una sigla data dal suffisso assegnato all'azienda produttrice (come già citato il Bf era relativo a Bayerische Flugzeugwerke AG, ragione sociale che conservò fino all'acquisizione di Messerschmitt), alla quale veniva affidato un pacchetto di numeri progressivi. Il nome proprio, al contrario della designazione ufficiale della statunitense USAAF, non era previsto. A questa regola si uniformò quasi del tutto anche il Bf 109, ma in compenso ogni versione venne battezzata più o meno ufficialmente con un nomignolo che serviva ad identificare velocemente la versione a cui i modelli appartenevano.

### Varianti
Innumerevoli le versioni, le relative varianti e sottovarianti, i kit di modifica e altre migliorie, usate anche senza denominazioni ufficiali, che danno l'idea di come i tecnici e il personale sul campo tentassero di spremere il meglio dalle macchine disponibili in ogni situazione. Nelle versioni del Bf/Me 109 veniva applicata una lettera alfabetica (A-B-C..) che veniva ufficialmente pronunciata secondo l'alfabeto fonetico in uso in Germania negli anni trenta-'40: A corrispondeva ad "Anton", B a "Bruno", e così via. Le varianti di ogni versione erano invece contrassegnate da un numero progressivo (es.: Bf 109 D-1) e le sottovarianti con un'ulteriore coppia di lettera+numero (es. Bf 109 F-4/R1). L'anno indicato tra parentesi denota la data di entrata in servizio.

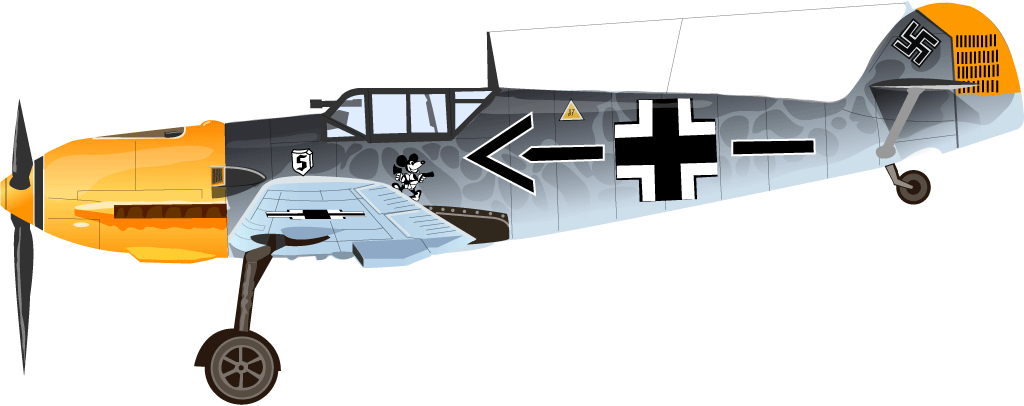
Bf 109E-4/N, Stab/JG 26 del maggiore Adolf Galland.

Bf 109 A Anton (1936): era il modello di preserie, con motore Junkers Jumo 210B e armato con solo 2 MG 17. Alcuni di essi vennero impiegati durante la guerra civile spagnola e almeno uno fu catturato dalle forze armate Repubblicane e inviato per nave in Unione Sovietica dove fu esaminato. Secondo il RLM ne vennero prodotti 22.
Bf 109 B Bruno (1937): la prima versione di serie con motore Jumo 210D da 661 CV e due o tre mitragliatrici MG 17 e con elica bipala a passo fisso (versione B-1) e poi a passo variabile (versione B-2). Ne vennero prodotti in totale 341 da Messerschmitt, Fieseler ed Erla MaWe. Alcuni vennero testati in Spagna dalla Legione Condor dove apparve subito l'inadeguatezza dell'armamento, ma anche le notevoli potenzialità della cellula.
[[File:Bundesarchiv Bild 101I-344-0741-30, Frankreich, notgelandete Me 109.jpg|miniatura|Francia sett., tarda estate 1940: un "Emil" costretto a un atterraggio d'emergenza sulla spiaggia della Manica viene recuperato dal personale della Luftwaffe. Contrariamente a quanto comunemente si crede, l'"Emil" non era inferiore allo Spitfire britannico, ma la scarsa autonomia del caccia tedesco e la notevole distanza dalle basi, che riduceva a pochi minuti il tempo a disposizione per un combattimento, fu un fattore importante nel determinare la perdita di molti apparecchi e piloti tedeschi e, in definitiva, l'esito della Battaglia d'Inghilterra.]](Senza fonte)

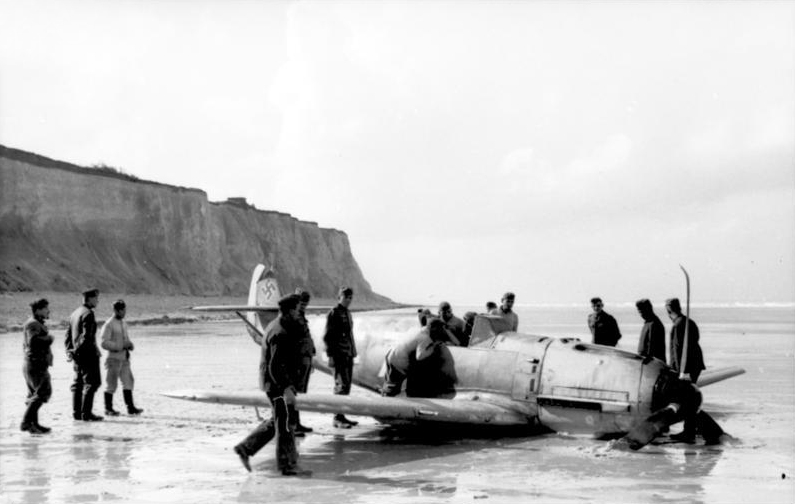
Francia sett., tarda estate 1940: un "Emil" costretto a un atterraggio d'emergenza sulla spiaggia della Manica viene recuperato dal personale della Luftwaffe. Senza fonte|Contrariamente a quanto comunemente si crede, l'"Emil" non era inferiore allo Spitfire britannico, ma la scarsa autonomia del caccia tedesco e la notevole distanza dalle basi, che riduceva a pochi minuti il tempo a disposizione per un combattimento, fu un fattore importante nel determinare la perdita di molti apparecchi e piloti tedeschi e, in definitiva, l'esito della Battaglia d'Inghilterra.

Bf 109 C Caesar: (primavera 1938) simile al precedente, ma dotato di altre due mitragliatrici MG 17 nelle ali (rinforzate) e l'alimentazione a pompa di iniezione meccanica del motore Jumo 210G, capace di 700 CV (C-1) e una successiva variante C-2 con una mitragliatrice alloggiata nel motore. Una versione C-3 con cannoni da 20 mm nelle ali al posto delle mitragliatrici venne proposta ma non è noto se sia stata prodotta. In totale i Me 109C prodotti furono 58.
Bf 109 D Dora: (1938) non molto diverso, introduceva piccoli miglioramenti, tra cui un nuovo carrello posteriore e un nuovo collimatore. Fu la versione introdotta in servizio nella Luftwaffe prima della guerra, con 235 esemplari in carico alle squadriglie durante la campagna di Polonia (settembre 1939) anche se venne rapidamente ritirato dal servizio non appena disponibili i modelli "Emil". La versione D-1 montava 2 MG17 nella prua e 2 nelle ali; la versione D-2 riprovò ancora a installare una MG17 nel motore, ma l'esperimento fallì; la versione D-3 installava 2 cannoni MG FF da 20 mm nelle ali al posto delle mitragliatrici. In totale vennero prodotti 647 Bf 109D. Il "Dora" venne venduto alla Svizzera (nr. di serie dal 2301 al 2310) ed all'Ungheria.
In tutto i Bf 109 con i motori Jumo furono almeno 1000.

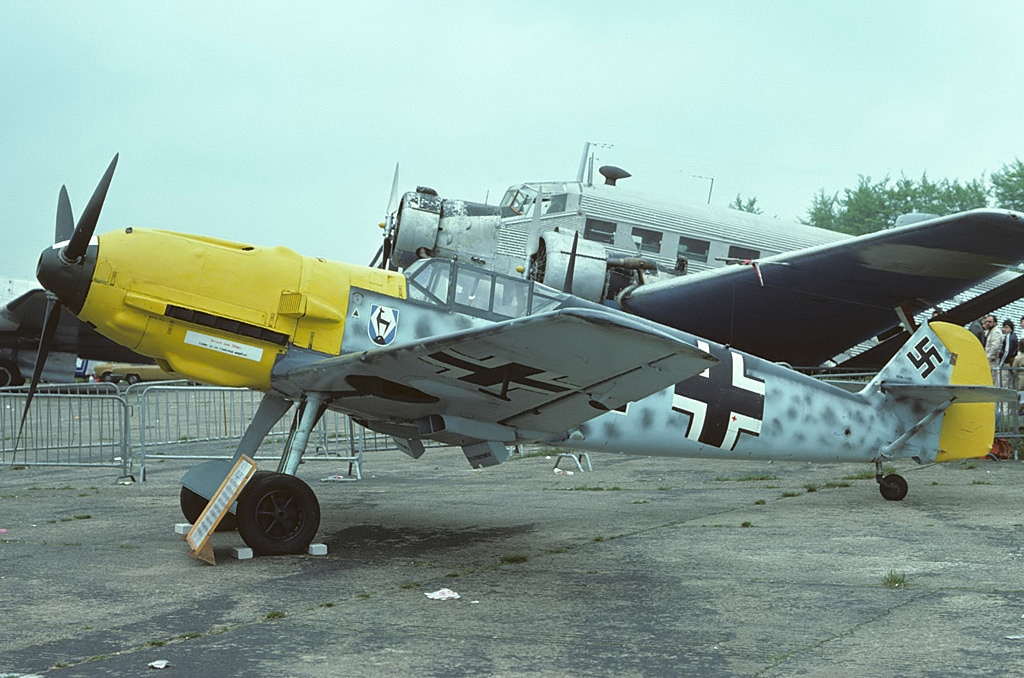
Appartenente al Jagdgeschwader 51, questo Bf 109E-3 fu costretto ad atterrare a Manston, Kent, il 27.11.40. Fu perciò catturato dalla RAF e venne impiegato nel film del 1969 La Battaglia d'Inghilterra. Attualmente, perfettamente conservato, è esposto al museo della RAF di Hendon.

Bf 109 E Emil: in servizio dal 1939, il primo modello veramente maturo, che introdusse la grande novità del motore a V Daimler Benz DB601 da 1080 CV e dell'elica tripala a passo variabile molto più adatta alla caccia. Un primo lotto di preserie E-0 (10 esemplari) fu ordinato all'inizio del 1939 e partecipò alle fasi finali della guerra di Spagna.
Seguì la versione E-1, impiegata tra il 1939 e il 1941 in migliaia (circa 4000) di esemplari, in diverse sottoversioni e numerosi adattamenti, ad es. come cacciabombardiere (E-1B Jabo) che montava una rastrelliera per bombe fino a 250 kg. Tutti gli E-1 avevano un mirino a riflessione ReVi, apparato radio HF FuG7 e l'armamento era costituito da 4 MG17 (2 nella cappottatura motore e 2 nelle ali). Vennero prodotti 1183 E-1, di cui 110 convertiti in E-1B. La versione E-2 apparve in serie limitata all'inizio del 1940 e la più diffusa E-3 poco dopo: entrambe introdussero un armamento più pesante (2 mitragliatrici MG17 nel muso e altre 2 nelle ali, e un cannone MG FF sparante nel mozzo dell'elica) che poi, con l'esperienza acquisita in combattimento, divenne di 2 MG17 nel muso e 2 cannoni MG FF nelle ali. Ne vennero prodotti 1276 di cui 83 nella versione E-3a, da esportazione. La versione E-3 fu l'ossatura dei reparti da caccia della Luftwaffe durante la Battaglia d'Inghilterra. 

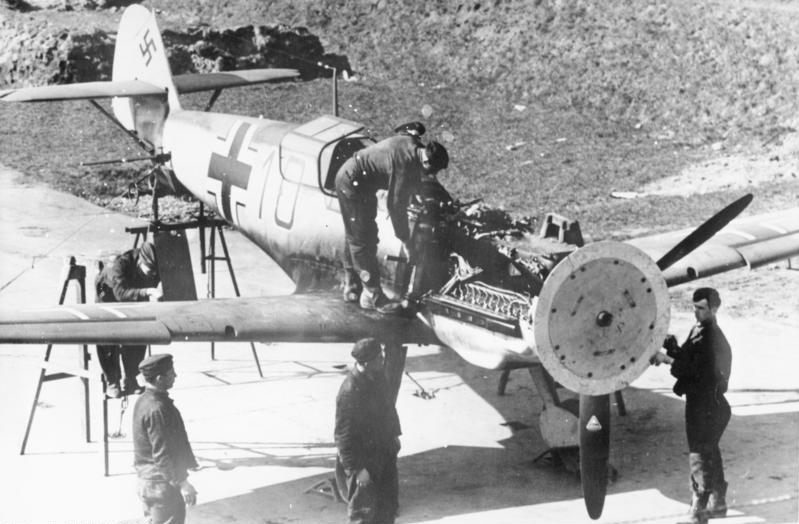
Francia sett., 1940: interessante immagine che mostra l'operazione di verifica della sincronizzazione delle mitragliatrici MG17 di un Me 109E-3. Gli avieri dopo aver rimosso il cofano motore, controllano il corretto allineamento del sistema di scatto delle armi al movimento dell'elica mediante l'apposito disco sincronizzatore, regolato sugli spazi esistenti fra le pale.

Alla fine del 1940 apparve la versione E-4, che introduceva migliorie strutturali e i cannoni alari MG FF/M, modificati per sparare il nuovo tipo di proiettile a frammentazione Minengeschoss, molto più efficace dei tradizionali proiettili perforanti-incendiari (API). La versione E-4 utilizzava anche un tettuccio blindato migliorato e più grande, che offriva migliore visibilità al pilota e che restò su tutte le successive varianti e versioni del "Friederich" e del "Gustav" (ma la visibilità del Me 109 restò sempre piuttosto mediocre). Verso la fine della produzione degli E-4 apparve la variante E-4N che montava il nuovo motore DB601N ottimizzato per alte quote, da 1175 CV. La produzione raggiunse i 461 esemplari di E-4 e i 35 di E-4N. Le versioni da ricognizione E-5 (29 esemplari) ed E-6 (da alta quota con motore DB601N, 9 esemplari) furono prodotte nello stesso periodo. Seguì la versione E-7 (agosto 1940) che altro non era se non un E-4 con autonomia accresciuta grazie ad un serbatoio da 300 lt che aumentava il raggio d'azione da 660 a 1300 km. Molti E-3 ed E-4 vennero in seguito modificati per montare serbatoi eiettabili, poiché la scarsa autonomia dei Me 109 decollati dalla Francia permetteva solo pochi minuti di combattimento sui cieli dell'Inghilterra. Gli E-7 prodotti furono 438.

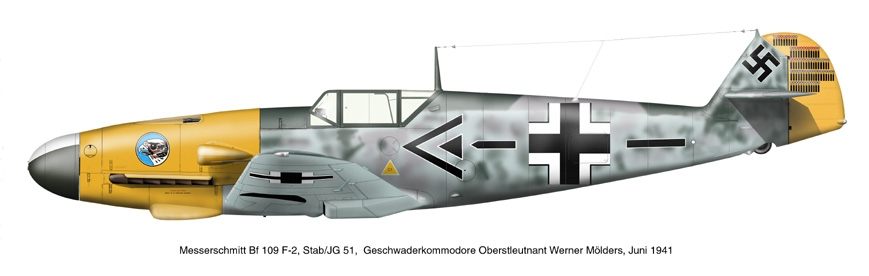
Un Me 109F-2 appartenuto a Werner Mölders, Jagdgeschwader 51, Unione Sovietica estate 1941. I doppi galloni a V orizzontale neri subito a prua dell'emblema nazionale indicano che si tratta dell'apparecchio di un Geschwader-Kommodore (Comandante di Stormo)

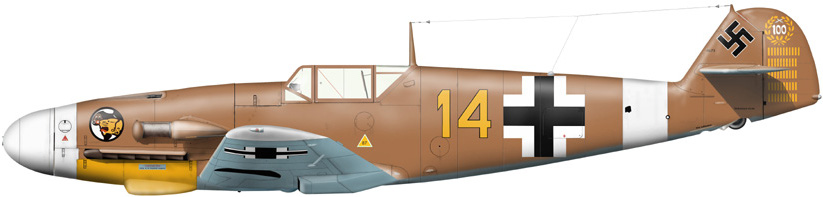
Me 109F-4 "Trop", appartenuto a Hans-Joachim Marseille, Jagdgeschwader 27, Nordafrica 1941. Si noti il filtro antisabbia montato sulla presa d'aria del motore, una delle modifiche studiate per l'impiego in ambiente tropicale. Sul timone di coda, come da tradizione, sono riportate le vittorie del pilota e in questo caso la cifra "100" sta a indicare i 100 abbattimenti raggiunti da Marseille.

- Bf 109 F Friedrich: entrato in servizio nel tardo 1940[2], aveva molti affinamenti aerodinamici e un motore DB 601N, poi sostituito con un altro DB 601E ancora più potente, da 1350 CV. Il muso e le ali erano smussati e ben raccordati, la cappottatura ad ogiva dell'elica si raccordava senza scalino alla capote del motore; il ruotino di coda era retrattile, il radiatore dell'olio sotto il muso fu ridisegnato e allargato, e le estremità alari vennero arrotondate poiché si scoprì che questo migliorava la maneggevolezza dell'aereo[2]. La sezione di coda fu irrobustita e scomparvero i travetti di controventatura dei piani di coda. Importante miglioria fu anche la presa d'aria a circolazione forzata "a gomito" sul lato sinistro del motore. L'aereo aveva una nuova e più efficiente elica in lega leggera a passo variabile elettricamente, e una nuova corazzatura posteriore al serbatoio principale, ora autosigillante, ed al seggiolino del pilota. Il motore più efficiente e una migliore aerodinamica portò l'autonomia, con un serbatoio eiettabile da 300 lt, a ben 1700 km. I circuiti di raffreddamento separati permettevano al pilota di isolare uno dei 2 radiatori alari se veniva danneggiato, in modo da non perdere il liquido di raffreddamento.[24]

Fu deciso di abbandonare le armi alari, in favore di una combinazione di due mitragliatrici MG 17 da 7,92 mm ed un cannone Mauser MG FF con 60 colpi sparante attraverso il mozzo dell'elica, essendo stati risolti i precedenti problemi di vibrazioni. La modifica non fu accolta sempre bene dai piloti: Walter Oesau e Werner Moelders la consideravano efficace, ma non così Adolf Galland, ad esempio. Tuttavia, con i notevoli miglioramenti di aerodinamica e prestazioni, i piloti tedeschi erano tutti concordi sul fatto che gli "F" rappresentavano i più maneggevoli e agili della serie "109".

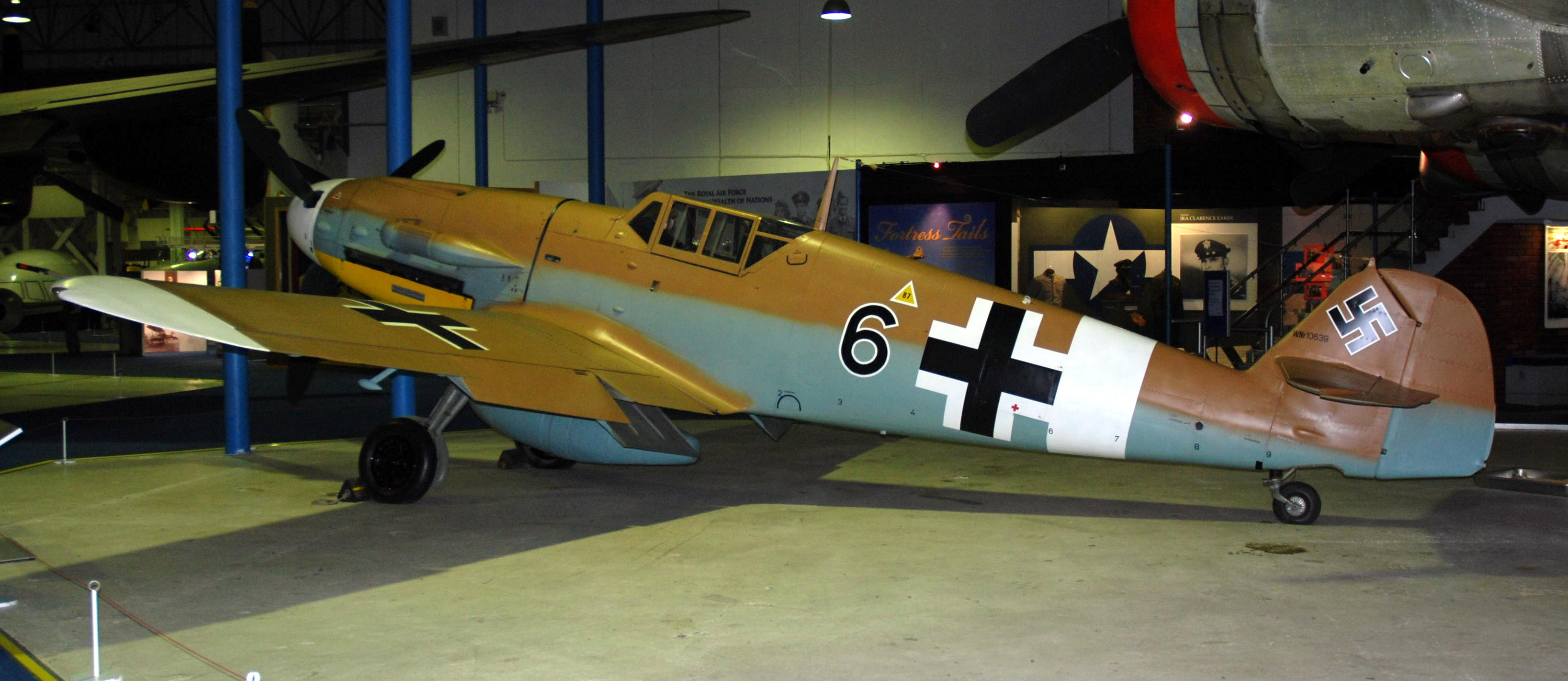
Messerschmitt Me 109G-2 prodotto nel 1942, catturato dalla RAF e esposto al museo di Hendon, Inghilterra

I primi "F-1" arrivarono alle squadriglie nel tardo autunno 1940. Fu prodotto in 208 esemplari. Venne seguito nel 1941 dalla variante F-2 che al posto del MG FF da 20 mm installò, sempre nella V del motore, una più moderna mitragliatrice MG 151 da 15 mm, con 200 colpi. Man mano che divennero disponibili le versioni da 20 mm della nuova arma (MG 151/20), alimentata a nastro anziché a tamburo e molto migliore in balistica, queste sostituirono le armi da 15 mm su tutti gli F-2. La velocità arrivò a 615 km/h negli F-1/F-2, prodotti in 1280 esemplari. Nel frattempo, una nuova versione del motore DB601E, capace di 1350 CV, divenne disponibile e venne subito messa in produzione. Apparve quindi la variante F-3 e la successiva F-4 che, entrata in servizio a partire dal giugno 1941, si distingueva da questa per il nuovo cannone MG 151/20 come montato già sulla F-2. Il nuovo motore conferì alle varianti F-3 ed F-4 una velocità di 660 km/h a 6200 m. La versione F-4 fu la più ampiamente impiegata del "Friederich", e apparvero le sottovarianti F-4/R1 (240 esemplari prodotti entro la metà del 1942) con pod subalari per cannoni aggiuntivi da 20 mm, la F-4/Z da alta quota (540 esemplari) e 526 esemplari del F-4 Trop (tropicale). In totale gli F-4 vennero prodotti in 1841 apparecchi. Le varianti F-5 (ricognitore) ed F-6 non raggiunsero mai la produzione perché era intanto disponibile il nuovo "Gustav".

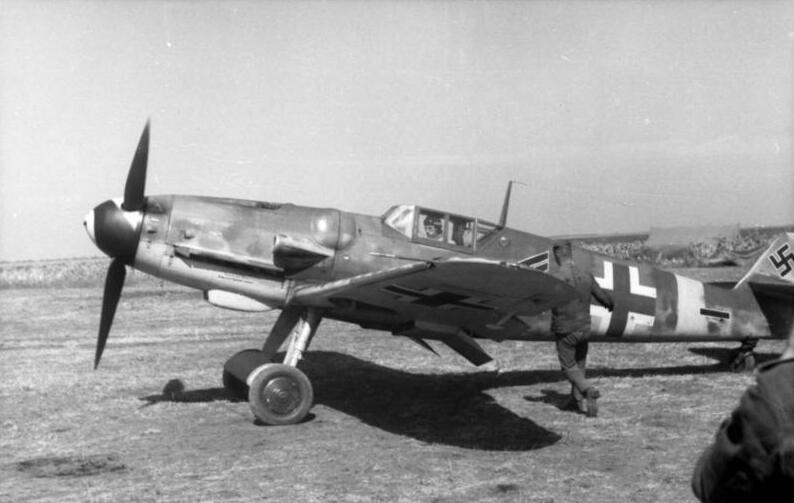
Messerschmitt Me 109G-5 in rullaggio in un aeroporto dell'Unione Sovietica nel 1943. Si notano chiaramente sulla cappottatura motore le "bolle" che alloggiano le culatte delle mitragliatrici MG131. I contrassegni a doppia V orizzontale sulla fusoliera indicano che si tratta di un comandante di stormo.

- Bf 109 G Gustav (febbraio 1942): generale irrobustimento del precedente, con migliore corazzatura dell'abitacolo, tettuccio più ampio e protetto, ritorno del ruotino di coda fisso, motore DB 605 da 1475 cavalli. Nella struttura vennero introdotte modifiche per irrobustirla e accelerare la produzione. Fu la versione più prodotta in assoluto, con punte di oltre 1000 macchine mensili nel 1944. Infinite combinazioni di kit di modifica ("Rustsatz") furono applicati per ottenere i migliori risultati possibili con le macchine disponibili e in generale, divenne un vero aereo multiruolo[2].

Il motore era il Daimler-Benz DB 605 AM-12 da 1.475 CV (1100 kW) che spingeva un'elica tripala più ampia della precedente serie "F", a passo variabile automatico o manuale comandato dal pilota tramite un interruttore sulla cloche. Il motore però era afflitto da problemi di affidabilità e pertanto fu ordinato di ridurne la potenza a 1290 CV per quasi un anno, fino al 1943, per evitare rotture del motore ai regimi più elevati. L'armamento subì continue migliorie nelle varianti successive; il "Gustav" non vantava la superba maneggevolezza del "Friederich" tuttavia fu ben accolto dai piloti e giudicato piuttosto agile e pronto ai comandi.. La variante G-1 entrò in servizio nella primavera 1942; introduceva un abitacolo pressurizzato e un raffinato tettuccio multistrato con rivestimento antiappannamento. L'armamento erano 2 mitragliatrici MG17 da 7,92 mm e un MG151/20 nel mozzo dell'elica. Alcuni G-1 montavano pod subalari con cannoni MG151/20. Successivamente apparve la variante G-2 (giugno 1942) in cui l'abitacolo non era più pressurizzato e per il resto era identico al G-1. Raggiungeva una velocità di 660 km/h a 7 000 metri e 610 km/h a 4000 metri. Poteva salire fino a 11 500 metri e aveva un'autonomia di 600 km, che arrivava a 1 000 km con serbatoi sganciabili da 300 litri. Il peso a vuoto era di 2 700 kg. Il peso massimo al decollo saliva a 3 200 kg. Le sottovarianti G-1/R2 (ricognitore) e G-1/U2 (caccia da alta quota con sovralimentatore GM-1 che aumentava la potenza del motore a 1 650 CV), poi G-2/R2 (ricognitore non pressurizzato) e G-2/Trop (tropicale) apparvero nel corso del 1942. Da febbraio a giugno 1942 vennero prodotti 167 G-1 mentre 1586 in tutte le versioni del G-2 uscirono dalle linee di montaggio da maggio 1942 a febbraio 1943.

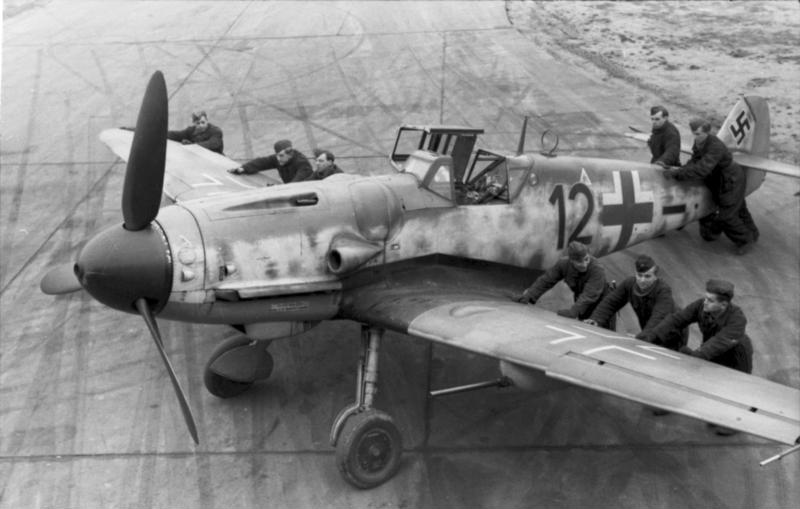
Settembre 1943: un Me 109G-6 viene parcheggiato sulla pista in un aeroporto della Francia. L'immagine offre una chiara vista delle MG131 montate nel vano motore e delle "bolle" laterali necessarie per accogliere le culatte delle armi, più grandi delle MG17. Si nota chiaramente uno dei difetti principali del Me 109, il tettuccio incernierato lateralmente che, durante il volo, era difficile aprire in caso di abbandono dell'aereo.

La variante G-3 era una versione nuovamente pressurizzata del "Gustav" che però sebbene pronta nel 1942, venne prodotta solo in 50 esemplari entro marzo 1943; nel settembre 1942 era intanto pronta la variante G-4 che presentava un carrello d'atterraggio con ruote più grandi per facilitare le operazioni di rullaggio e decollo/atterraggio, tuttavia il ruotino di coda ora più grande non poteva essere ritratto completamente nella coda al contrario della versione G-2. Un'altra modifica importante fu l'introduzione di una modalità di emergenza che permetteva di avere 100 cavalli in più dal motore per circa 1 minuto, fu inoltre installato un nuovo apparato radio: una VHF FuG16 molto più potente e affidabile della precedente FuG7 e che, fino al luglio 1943, fu prodotta in 1242 esemplari. Nel febbraio 1943 intanto apparvero le varianti G-5 (pressurizzato) e G-6: queste presentavano un armamento rivisto, costituito da un cannone MG 151 da 20 mm, sparante attraverso il mozzo dell'elica, e due mitragliatrici MG 131 da 13 mm montate nella cappottatura motore che obbligarono a progettare apposite "carenature" per ospitare le culatte di dette armi che erano sincronizzate col movimento dell'elica. Alcuni modelli potevano montare anche due cannoncini da 20 o 30 millimetri sotto le ali. Il G-6 fu il modello utilizzato dal maggior numero paesi. Fu adottato, infatti, dalle forze aeree di: Bulgaria, Croazia, Finlandia, Ungheria, Italia, Romania, Slovacchia, Spagna e Svizzera. Test di volo furono condotti con Bf 109 G-6 nel ruolo di caccia-notturno, ma le condizioni del tempo in inverno resero queste operazioni estremamente rischiose. Il Bf 109 G-12 era un biposto da addestramento ricavato da precedenti modelli "G". Fino al tardo 1944, vennero prodotti in 12.000 esemplari, con la variante pressurizzata G-5 prodotta invece in soli 475 esemplari essendo un apparecchio specializzato per le alte quote: la sottovariante G-5/AS presentava ulteriori miglioramenti per tale compito. Altre sottoversioni furono il G-6/R2, ricognitore dotato di un sistema di iniezione MW50 di acqua e metanolo che aumentava la potenza del motore; il G-6/R3, caccia a lungo raggio con serbatoi supplementari; il G-6/Trop (tropicale), il G-6/U2 (con sovralimentatore GM-1 che forniva 300 CV in più), il G-6/U4, che montava un cannone MK108 da 30 mm nel vano motore al posto del MG151/20; il G-6/N caccia notturno, dotato di cannoni MG151/20 subalari e a volte del radar FuG350Z Naxos, e il G-6/U4N caccia notturno identico al precedente ma con cannone MK108 da 30 mm nel vano motore. La variante G-8 era un ricognitore munito di una vasta gamma di fotocamere e cineprese e con armamento ridotto alla sola coppia di MG131. Nella configurazione G-5 o G-6, il Me 109 era capace di 660 km/h a 6600 m di quota.

### Gli ultimi "Gustav"
Ulteriori versioni vennero studiate nel corso del 1943, allo scopo di aumentare la visibilità del pilota e di migliorare l'armamento che restava sempre inadeguato contro i bombardieri pesanti alleati, ormai i bersagli principali dei caccia tedeschi. In particolare, un tettuccio monopezzo ridisegnato, più aerodinamico, e una protezione per il poggiatesta del pilota costituita da un pannello in vetro antiproiettile al posto della tradizionale piastra in acciaio; e il cofano motore venne ridisegnato per accogliere il turbocompressore e il sistema di sovralimentazione ad acqua e a metanolo MW50 che stava prendendo sempre più piede per permettere al "Gustav" di reggere il confronto con i potenti caccia alleati. Sparirono quindi le "bolle" sulla cappottatura, non più necessarie nel nuovo e più ampio cofano, e vennero anche irrobustiti i flap e gli alettoni. Anche il timone di coda venne rialzato e incernierato diversamente, in modo da offrire maggiore agilità. Inizialmente venne prodotta la versione G-12, che era un G-6 trasformato in aereo biposto da addestramento, con cabina allungata per accogliere il sedile dell'istruttore, e doppi comandi. Fu prodotto in pochi esemplari . 

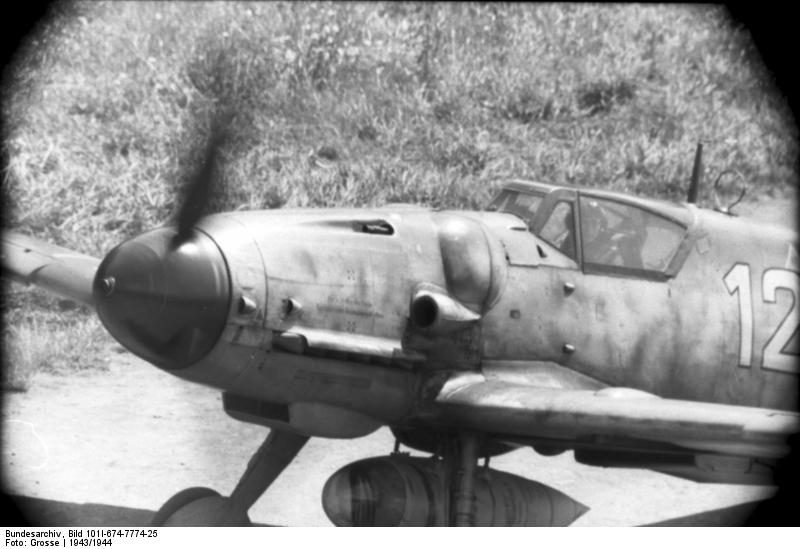
Russia, primavera 1944: un Bf 109G-14 pronto per il decollo, con un serbatoio supplementare da 300lt montato in asse sotto la fusoliera, che estendeva l'autonomia del "Gustav" a 1 200 km. Si notano chiaramente il tettuccio blindato Erla in 2 pezzi, sagomato all'indietro che offriva migliore visuale rispetto a quello di 1º tipo a 3 montanti, e le "bolle" sul cofano motore che carenano le culatte delle MG131 e la volata del cannone MG151/20 che sporge dal mozzo dell'elica.

Nel luglio 1944 apparve il G-14, con un motore DB 605AM da 1775 CV, dotato di serie di sovralimentazione MW50. Si era tentato di realizzare il caccia con un programma che permettesse di delocalizzare la produzione in vari livelli di subappalto in modo da sottrarla ai bombardamenti alleati, cosa che non riuscì mai del tutto; ma il G-14 offriva migliori capacità in accelerazione e rateo di salita. Alle quote più alte, e in mani esperte, poteva affrontare alla pari qualsiasi caccia alleato ed era un potente intercettore contro bombardieri e aerei da attacco al suolo. Il nuovo tettuccio Erla (dal nome della ditta sviluppatrice) era ormai dotazione standard. Una nuova radio FuG16-ZY includeva il recente sistema di radionavigazione Y-Verführung, in grado di consentire una certa capacità ognitempo. Così come le ultime versioni del G-6, anche il G-14 fece estesamente uso dei lanciarazzi Werfer-Granate 21, dei tubi fissati sotto le ali con cui il pilota sparava razzi a frammentazione temporizzata contro le formazioni dei bombardieri. Riducevano le prestazioni dell'aereo con la loro resistenza all'aria ed erano imprecisi, ma la carica esplosiva di ben 40 kg e la gittata di 1200 metri ne facevano un'arma antibombardiere assai temibile. Le sottovarianti del G-14 includevano il G-14/AS, caccia d'alta quota con motore DB605ASM a turbocompressore maggiorato, capace di ben 685 km/h a 7600 m di quota; e il G-14/U4, che montava un cannone MK108 da 30 mm nel motore al posto del MG151/20. In tutte le sue versioni il G venne prodotto in almeno 5500 esemplari.
Il G-10, nonostante la sigla con numerale inferiore, apparve successivamente, verso il novembre del 1944. Incorporava tutti i miglioramenti del G-14 più il nuovo motore DB605 D-2 (più tardi ridesignato DB605 DB) da 2000 CV, che apparirà anche sul successivo Me 109K. Ne vennero prodotti in totale 2600 esemplari, entro il maggio 1945. Comprendeva le sottovarianti G-10/R2 (ricognitore), G-10/R6 (ognitempo, con autopilota PKS 12) ed G-10/U4 con cannone MK108 nel vano motore. 

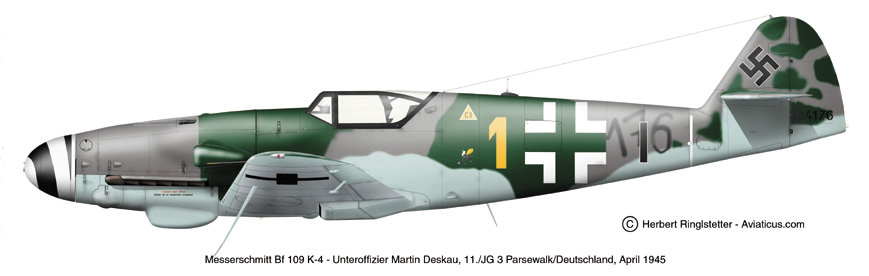
Un Bf 109K-4 del Jagdgeschwader 3 di base a Pasewalk, nell'aprile 1945. Il "Kurfurst" fu l'ultima importante versione del caccia Messerschmitt, prodotto in 700 esemplari negli ultimi mesi di guerra. Potente e veloce, in mani esperte era un apparecchio formidabile ma all'epoca della sua entrata in servizio i piloti tedeschi da caccia davvero esperti erano ormai rari.

- Bf 109 H: era un caccia d'alta quota, che aveva un abitacolo pressurizzato e un motore DB 605ª con dispositivo di sovralimentazione GM-1 che permetteva di salire a 14 480 metri. Le ali erano allungate mediante nuove sezioni interne, per maggiore portanza alle alte quote, e i piani di coda erano di dimensioni maggiorate, e sostenuti da travetti come nelle prime versioni. Secondo il manuale tecnico dell'apparecchio, la velocità era di 740 km/h a 10.000 m Ne furono costruiti diversi esemplari, ma il modello non entrò in servizio secondo alcuni Autori[4], mentre secondo altri[44] venne impiegato in missioni in Francia e Inghilterra e poi ritirato per problemi strutturali anche se esiste prova di una missione effettuata dal Fern-Aufklarungsgruppe 123 (Gruppo ricognizione a lungo raggio) nel maggio del 1944 sulla costa normanna da 15.000 m di quota, addirittura oltre la tangenza massima teorica prevista.
- Bf 109 J: questa designazione era stata assegnata a una versione del Bf 109 G-2 costruita su licenza dalla Hispano, in Spagna, ma questo aereo non volò prima del 1947.[4]
- Bf 109 K Kurfürst: fu la versione finale prodotta. Era di base il modello G, da cui differiva per la motorizzazione più potente e altri dettagli alla struttura, fra cui una fusoliera a sezione di poppa più rastremata, con un timone di coda più profondo.[4]

Ne vennero prodotti solo 700 esemplari, in un solo modello fondamentale, il K-4, estremamente veloce. Fu la versione più potente e anche la più pesante con, tra l'altro, il ritorno al ruotino di coda retrattile. Questa nuova versione era munita di uno speciale motore sovralimentato Daimler-Benz DB 605-DB erogante 2000 CV (1492 kW) al decollo e 1800 CV a 5000 metri con velocità massima di 728 km/h e tangenza di 12 300 metri. L'armamento comprendeva un cannone MK108 da 30 mm nel mozzo dell'elica e due mitragliatrici da 13 mm sulla cappottatura-motore. Il K era in pratica una sorta di standardizzazione di un gran numero di modifiche che erano apparse precedentemente sul modello G nelle varie sottoversioni. La carenza ormai drammatica di piloti da caccia addestrati limitò molto il rendimento operativo del "Kurfurst", potenzialmente pari ai migliori caccia alleati ma che subì spaventose perdite per l'inesperienza dei piloti negli ultimi mesi di agonia della Luftwaffe, ex piloti di bombardieri o giovanissimi allievi gettati frettolosamente nella mischia.

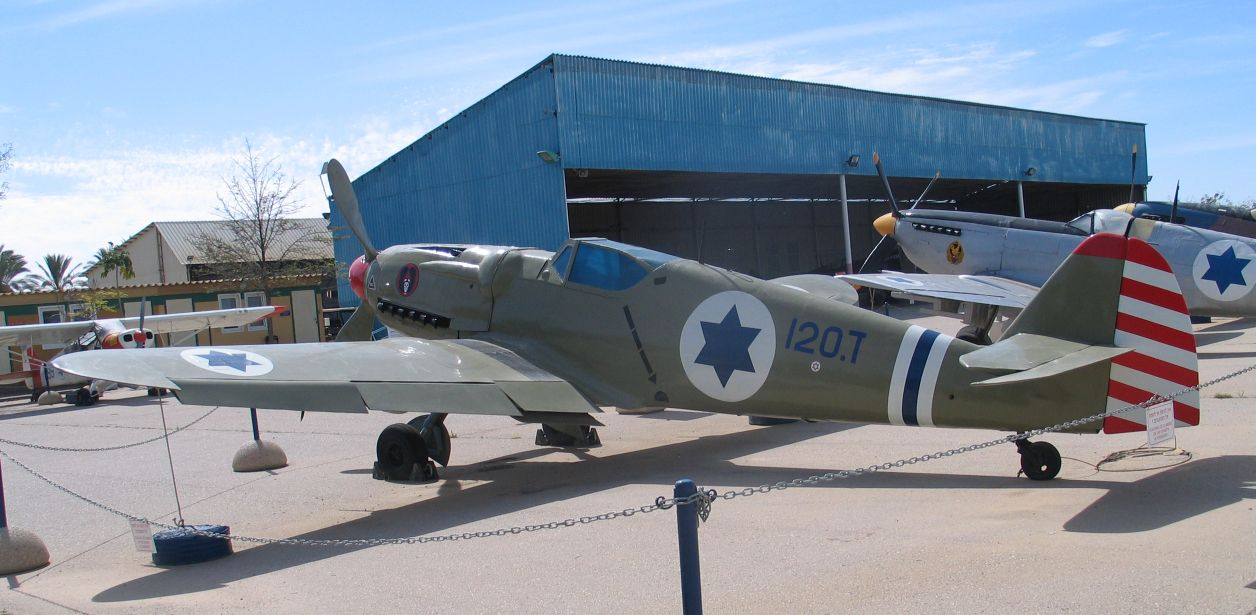
Un Avia S.199 israeliano nel museo di Tel Aviv.

- Bf 109 T Toni: versione dell'Emil destinato ad operare dalla prevista portaerei Graf Zeppelin, allora in costruzione, con ali allungate per avere migliore controllabilità a bassa velocità. Alla fine la Zeppelin non fu mai completata e dai 60 Bf109 T costruiti da Fieseler venne rimosso l'equipaggiamento per decollare ed atterrare da una portaerei. La maggiore superficie alare rendeva comunque questa variante particolarmente adatta ad operare da piste corte e i Bf 109 T vennero quindi utilizzati in Norvegia e più tardi da Helgoland.[14]
- Bf 109 Z Zwilling: versione sperimentale che consisteva in due Bf 109 uniti e affiancati in maniera simile al North American P-82 Twin Mustang). Ne furono proposte due versioni, un intercettatore ed un cacciabombardiere con carico da 1 000 kg. Ne venne costruito un solo esemplare che non venne mai impiegato, poiché subito distrutto da un bombardamento.
- Bf 109 X: versione sperimentale concepita nel marzo 1945 che tentava di unire le tecnologie del Focke-Wulf Fw 190 a quelle del Bf 109. Di quest'aereo rimangono solo i progetti.
- Avia S-199: versione postbellica cecoslovacca costruita dall'Avia del Bf 109. Si trattava di Bf 109 G-14 modificati, con il motore Jumo 211 da 1300 cavalli degli He 111. Soprannominato "Mulo", ebbe qualità di volo modeste e fu difficile da controllare. Ne furono prodotti circa 550 esemplari. Furono rimpiazzati in servizio di prima linea dai jet sovietici nel 1952, ma volarono ancora come addestratori per altri cinque anni.[45]
- Hispano Aviación HA-1112 Buchon: erano i Bf 109 G-2 costruiti a Siviglia su licenza. Questi aerei inizialmente montavano motori Hispano-Suiza ma in un secondo tempo furono equipaggiati con i Rolls-Royce Merlin che motorizzarono i caccia alleati loro avversari. Erano armati con due cannoni Hispano da 20 mm e razzi e vennero costruiti in oltre 170 esemplari. Un certo numero di essi era ancora in servizio attivo nei tardi anni sessanta. Furono in seguito molto richiesti per apparire in film storici, come I lunghi giorni delle aquile.[45]

## Utilizzatori
Bulgaria
- Vazhdushnite na Negovo Velichestvo Voiski: ordinò diciannove Bf 109E-4, ma sembra che nessuno di essi sia stato impiegato nella campagna contro l'Unione Sovietica.[33]

 Croazia
- Zrakoplovstvo NDH

 Finlandia
- Suomen ilmavoimat

 Francia
- Armée de l'air (preda bellica): almeno un Bf 109E finì nelle mani dei francesi durante la campagna del 1940 contro i tedeschi. L'aereo in questione fu costretto ad atterrare ad Amiens il 2 maggio 1940 per problemi tecnici e subito fu ripitturato con i colori dell'aeronautica francese. Fu utilizzato solo da un pilota francese prima di essere ceduto alla RAF.[33]

 Germania
- Luftwaffe: principale utilizzatore.

 Giappone
- I governi della Germania e dell'Impero giapponese presero accordi per inviare due Bf 109E nel Sol Levante quale primo passo per la produzione su licenza del velivolo negli impianti Kawasaki. Gli aerei giunsero a destinazione, ma nei fatti la produzione non ebbe mai inizio.[33]

 Israele
- Heyl Ha'Avir: dopo la guerra Israele impiegò un modello derivato dal Bf 109, il cecoslovacco Avia S-199 durante la guerra del 1948. Al posto del motore Daimler Benz, non più disponibile, fu installato uno Junkers Jumo 211, che però dette risultati mediocri.

 Jugoslavia
- Jugoslovensko kraljevsko ratno vazduhoplovstvo i pomorska avijacija: dopo mesi di contrattazioni, nel 1938 la Jugoslavia ordinò alla Germania cinquanta Bf 109E-3, a cui presto seguì un'altra commessa per altre cinquanta velivoli dello stesso tipo. Solo settantatré giunsero a destinazione, e vennero assegnati a tre gruppi caccia (31º, 32º e 51º) e a uno squadrone addestrativo. Di questi, al momento dell'invasione della Jugoslavia, ne erano operativi quarantasei: fornirono una buona prova contro le aviazioni dell'Asse, ma la superiorità numerica della Luftwaffe rese presto inutile ogni tentativo di resistenza da parte dell'aeronautica jugoslava.[33]

 Italia
- Regia Aeronautica

 Regno Unito
- Royal Air Force (preda bellica): furono almeno quattro i Bf 109 caduti nelle mani britanniche: il Bf 109E ceduto dai francesi, un altro Bf 109E-1 e due Bf 109E-4. L'esemplare acquisito dall'aeronautica francese fu trasferito alla base di Boscombe Down e, come gli altri tre Bf 109, servì in numerose missioni con gli squadroni della RAF.[33]

 Slovacchia
- Slovenské vzdušné zbrane: la piccola aeronautica della Repubblica Slovacca ricevette per la prima volta dei Bf 109 nel 1940, quando arrivarono sedici Bf 109E-3. Due squadroni equipaggiati con questi velivoli volarono nel corso dell'invasione dell'Unione Sovietica a fianco della Luftwaffe.[33]

 Repubblica Sociale Italiana
- Aeronautica Nazionale Repubblicana

 Romania
- Forțele Aeriene Regale ale României: in seguito all'ingresso del paese nell'Asse, avvenuto nel novembre 1940, l'aeronautica romena ordinò quaranta Bf 109E-4, che tuttavia non arrivarono ai reparti di prima linea (due gruppi caccia del 1º Corpo aereo) prima dell'inizio del 1942, quando la Romania disponeva ormai di sessantanove Bf 109E-4; questi velivoli combatterono nei cieli del fronte orientale per sei mesi, prima di essere sostituiti dai G-6 e G-8.[33]

 Unione Sovietica
- Voenno-vozdušnye sily: cinque esemplari di "Emil" inviati dalla Germania prima dell'inizio delle ostilità, nel periodo 1939-1940.[33]

 Ungheria
- Magyar Királyi Honvéd Légierő: ricevette tre Bf 109C-2 alla fine del 1938[16] e quaranta E-4 all'inizio del 1942, all'incirca nello stesso periodo in cui la Romania distribuì i suoi Bf 109 ai reparti di prima linea. L'Ungheria usò questi aerei per rimpiazzare i Fiat C.R.42 delle unità inquadrate nel 1º Corpo aereo romeno.[33]

 Spagna
- Ejército del Aire: alcuni velivoli divennero di proprietà spagnola dopo la fine della guerra civile. Uno sviluppo successivo alla seconda guerra mondiale effettuato dagli spagnoli portò all'Hispano Aviación HA-1112 "Buchon" che restò in linea fino alla fine degli anni cinquanta se non oltre. I tecnici dell'Hispano Aviation unirono il Rolls Royce Merlin inglese (motore del grande avversario del Bf 109, lo Spitfire), alla cellula base della macchina tedesca ottenendo così un velivolo ben superiore. Fu usato come caccia e aereo da attacco al suolo in varie campagne belliche nel Nord Africa, con un certo successo.

 Svezia
- Svenska Flygvapnet (preda bellica): il 24 ottobre 1940 un Bf 109E-1 della 4ª squadriglia del JG 77 fu costretto, per problemi tecnici, ad atterrare sul suolo svedese. Il pilota tedesco fu internato ma l'aereo fu probabilmente dipinto con i colori dell'aeronautica svedese ed effettivamente utilizzato in volo. Il velivolo fu poi oggetto di uno scambio diplomatico nel novembre 1940.[33]

 Svizzera
- Forze aeree svizzere.

### Pubblicazioni
- Claudio Tatangelo, Grandi numeri, in Aeronautica & Difesa, Roma, Edizioni Monografiche s.r.l., febbraio 2009, ISSN 0394-820X (WC · ACNP).
- Caccia Assalto 3, Aerei Italiani nella 2ª Guerra Mondiale, in Dimensione Cielo, Roma, Edizioni Bizzarri, 1972.
- Messerschmitt AG. Messerschmitt Bf 109G; technisches Kompendium, Handbücher, Ersatzteilliste, Bewaffnung, Bedienungsvorschrift/Fl, Bordfunkanlage, Lehrbildreihe; 1942/1944. [Elektronische Resource] (Reprint) Ludwigsburg, Germany: Luftfahrt-Archiv, 2006. ISBN 3-939847-13-5 .